# 第二帝政期建築

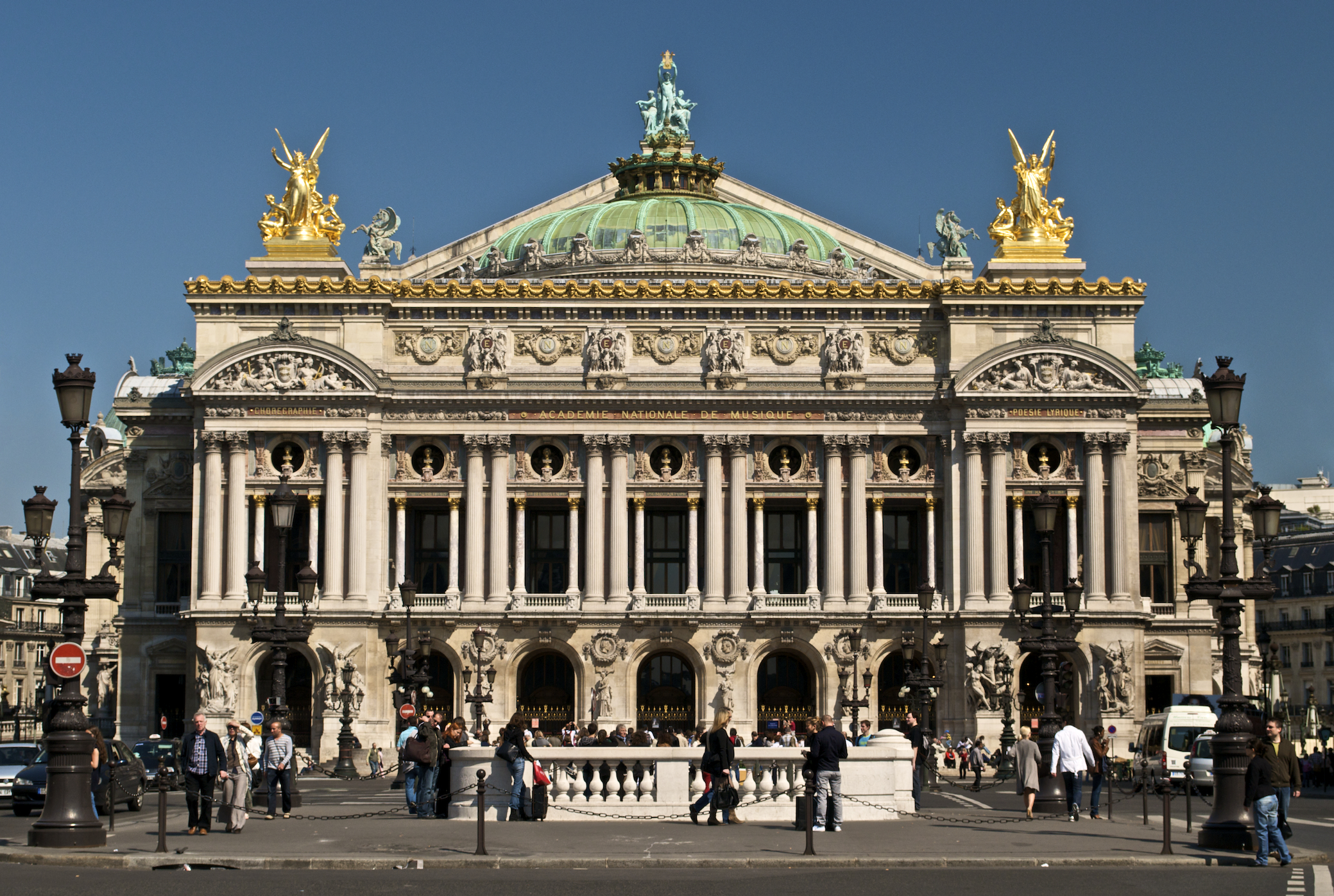
パレ・ガルニエ、第二帝政期建築の良く知られている例、ネオルネッサンスとネオバロックの融合した建築

第二帝政期建築（だいにていせいきけんちく、英: Second Empire architecture）は、1865年から1880年に人気のあった建築様式であり、フランス第二帝政期に流行していた建築要素を取り入れたゆえにこの名前がある。17世紀のルネッサンス様式にその基礎を置き、それ以前のヨーロッパの様式を選択的に混合したものであり、特に二重勾配の屋根や、低く底辺が方形のドームと組み合わされることが多いバロックの様式を取り入れている。
この建築様式はすぐにヨーロッパ中に広がり、さらに大西洋を越えた。大規模建築に適しており、官庁や企業のビルのデザインに広く使われた。アメリカ合衆国では、この様式を推進した建築家の1人がアルフレッド・B・ミュレットであり、ヨーロッパで見られるものよりも17世紀の建築に近いものが多く造られている。

## フランスでの始まり

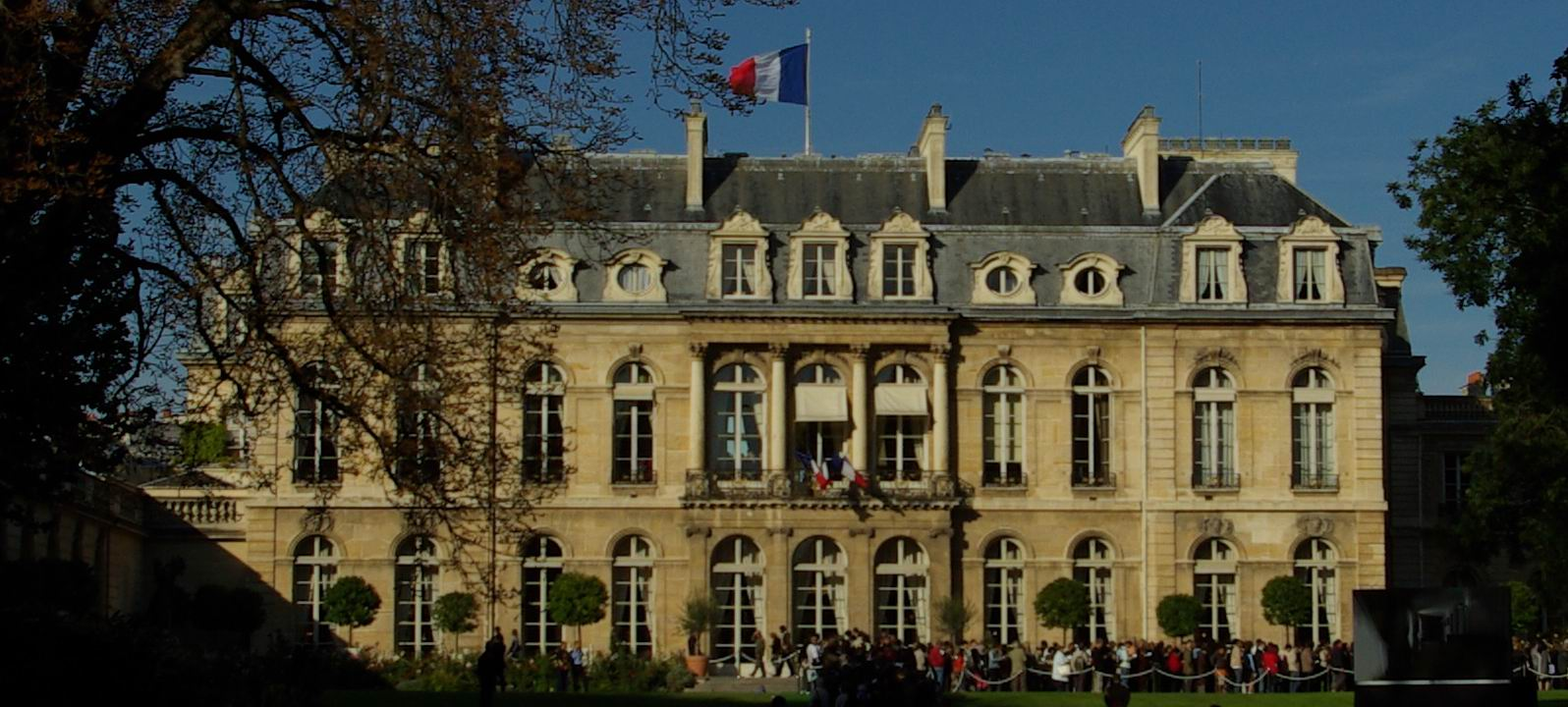
エリゼ宮殿庭園ファサード

フランス第二帝政のお膝元であるフランスでは、ルーブル宮殿など既存建築に増築を施したときに、この建築様式を採用したものがある。
- ルーブル宮殿（1852年から1857年に付加された部分）、パリ;建築家はルイ・ビスコンティとエクター・レフュール
- シャンゼリゼ通りの建物大半（1852年-1870年）、パリ
- エリゼ宮殿（1853年-1867年改修部）、パリ; 建築家はジョーゼフ＝ユージェーヌ・ラクロワ
- オテル・デュ・パレ（1854年）、ビアリッツ
- ピカルディー美術館（1855年-1867年）、アミアン
- パレ・ガルニエ（1861年-1875年）、パリ

## アメリカ合衆国での展開

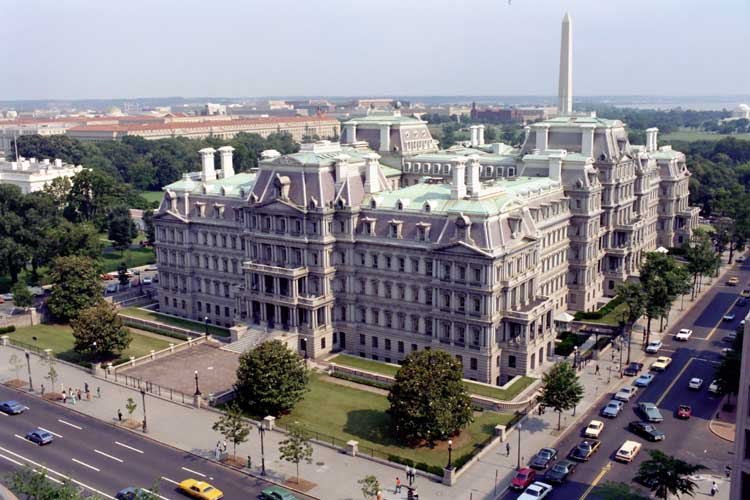
アルフレッド・B・ミュレットの代表例、ワシントンD.C.にあるアイゼンハワー行政府ビル、元陸軍省および海軍省が入っていた。現在は副大統領府などが入っている。1871年から1888年に建設

アメリカ合衆国では、第二帝政期建築は通常矩形の塔あるいは塔に類似した要素と組み合わされ、傾斜が急な二重勾配屋根がフランスに根ざす様式に最も深く結びついたものになっている。塔は最上階と同じ高さにするか、あるいは1、2階分高いものとなっている。二重勾配屋根の稜線には鉄製の縁が付けられることが多く、「クレスティング」と呼ばれることもある。場合によっては、避雷針がクレスティングのデザインと一体になり、装飾以上に有益なものとなっている。このクレスティングは現在も残っているものがあるが、腐食したり取り外された例も多い。建物外観は木材、レンガ、石材で表現されている。よく取り入れられている要素として、組になった柱や、ドア、窓、ドーマー（屋根窓）の回りの彫刻がある。これら装飾の目的は、建築物を堂々とさせ、壮大で高価に見せることである。
平面図で見れば、塔が中心に来る対称形であるか、塔が片方に寄る非対称形になっている。マカレスターなどは5つの小分類を設けている。
- 単純二重勾配屋根 – 約 20%
- 中央に合わせたウィングあるいは切妻（張り出し窓がどちらかに突き出ている）
- 非対称 – 約 20%
- 中央の塔（時計付き） – 約 30%
- タウンハウス

建築家H・H・リチャードソンはその初期住宅建築の幾つかにこの様式を取り入れた。その中には、全て1868年建設のマサチューセッツ州ボストンのクラウニンシールド家屋、ニューヨーク州スタテンアイランドのH・H・リチャードソン家屋、同じくバッファローのウィリアム・ドーシャイマー家屋がある。
ルランド・M・ロスはこの様式を「第二帝政バロック」と呼んでいる。グラント政権（1869年-1877年）の時代に政府の建物に人気があったことにより、ミュレットとスミスは「第二帝政あるいはグラント将軍様式」と呼んでいる。
この様式は商業建築にも使われ、また州の機関ビルの設計に使われることも多かった。いくつかの精神科病院ではその大きさや機能にこの様式が適合していた。1940年代にペンタゴンが建設される以前、オハイオ州コロンバスに第二帝政期様式で建てられたオハイオ州立精神病院は、アメリカ合衆国でも最大の1つ屋根建築物だった。ただし、カークブライドが計画した別の第二帝政期様式であるグレイストーンパーク精神病院が最大である可能性もある。
第二帝政期様式の後はアン女王様式の復古調とそれに準ずるものが流行して大きな人気を博したが、19世紀が終わる直前の1893年にイリノイ州シカゴで開催され万国博覧会の建築物で人気を得た、アメリカ建築の「リバイバル時代」が始まった。

## 著名な第二帝政期様式建築のリスト

### アメリカ合衆国
- ボストン市旧市役所（1862年-1865年）、マサチューセッツ州ボストン; 建築家はグリドリー・ジェイムズ・フォックス・ブライアントとアーサー・D・ギルマン
- テラスヒル（1866年-1869年）、アイオワ州デモイン（州知事公舎）; 建築家はウィリアム・W・ボイントン
- アレクサンダー・ラムゼー家屋（1868年）、ミネソタ州セントポール; 建築家はシェイアとサマーズ
- セントイグナティウス・カレッジ・プレパラトリー・スクール（1869年）、イリノイ州シカゴ; 建築家はトゥーサン・メナール
- ヘック・アンドリューズ家屋（1869年-1870年）、ノースカロライナ州ローリー; 建築家はジョージ・S・H・アップルゲット
- ギルジー家屋（1869年-1871年）ニューヨーク州ニューヨーク; 建築家はスティーブン・ディケーター・ハッチ
- ボルチモア市役所（1869年-1875年）、メリーランド州ボルチモア; 建築家はジョージ・A・フレデリック
- ニューヨーク市役所、郵便局、裁判所（1869年-1880年）、ニューヨーク市; 建築家はアルフレッド・B・ミュレット
- グランド・ユニオン・ホテル（1870年）、ニューヨーク州サラトガ・スプリングズ
- アトランタ・ユニオン駅（1871年）、ジョージア州アトランタ; 建築家はマックス・コーパット
- ライツ家屋（1871年）、インディアナ州エバンズビル
- アイゼンハワー行政府ビル（1871年-1888年）、ワシントンD.C.; 建築家はアルフレッド・B・ミュレット
- フィラデルフィア市役所（1871年-1901年）、ペンシルベニア州フィラデルフィア; 建築家はジョン・マッカーサー・ジュニア
- サウス・ホール（1873年）、カリフォルニア大学バークレー校; 建築家はファークハーソンとケニッツァー
- アメリカ合衆国税関と郵便局（1873年-1884年）、ミズーリ州セントルイス; 建築家はアルフレッド・B・ミュレット
- ウッドバーン・ホール（1874年-1876年）、ウェストバージニア州モーガンタウン; 増設部、建築家はエルマー・F・ジェイコブス
- ジョージ・W・フルトン邸宅（1874年-1877年）、テキサス州ロックポート
- ヒルズデール・カレッジのセントラルホール（1875年）、ミシガン州ヒルズデール
- プロビデンス市役所（1878年）、ロードアイランド州プロビデンス; 建築家はサミュエル・J・F・セイヤー
- スプリングヒル牧場家屋（1881年）、カンザス州ストロングシティ、トールグラス・プレーリー国立保護区[3]
- アメリカ合衆国郵便局（1884年-1888年）、ミズーリ州ハンニバル; 建築家はミフリン・E・ベル
- ビーゴ郡庁舎（1884-1888年）、インディアナ州テレホート; 建築家はサミュエル・ハナフォード
- コールドウェル郡庁舎（1894年）、テキサス州ロックハート; 建築家はジャイルズとギドン

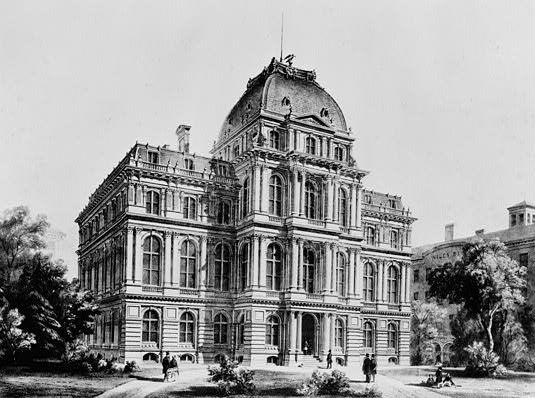
ボストン市旧市役所
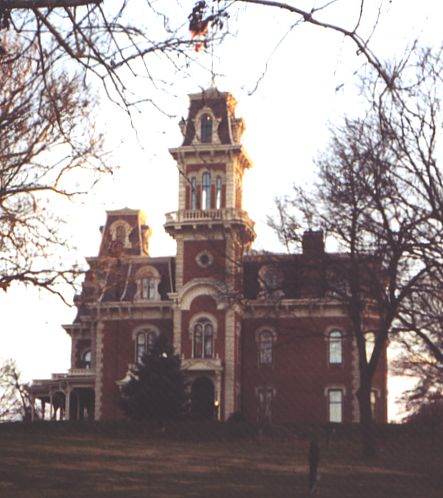
テラスヒル
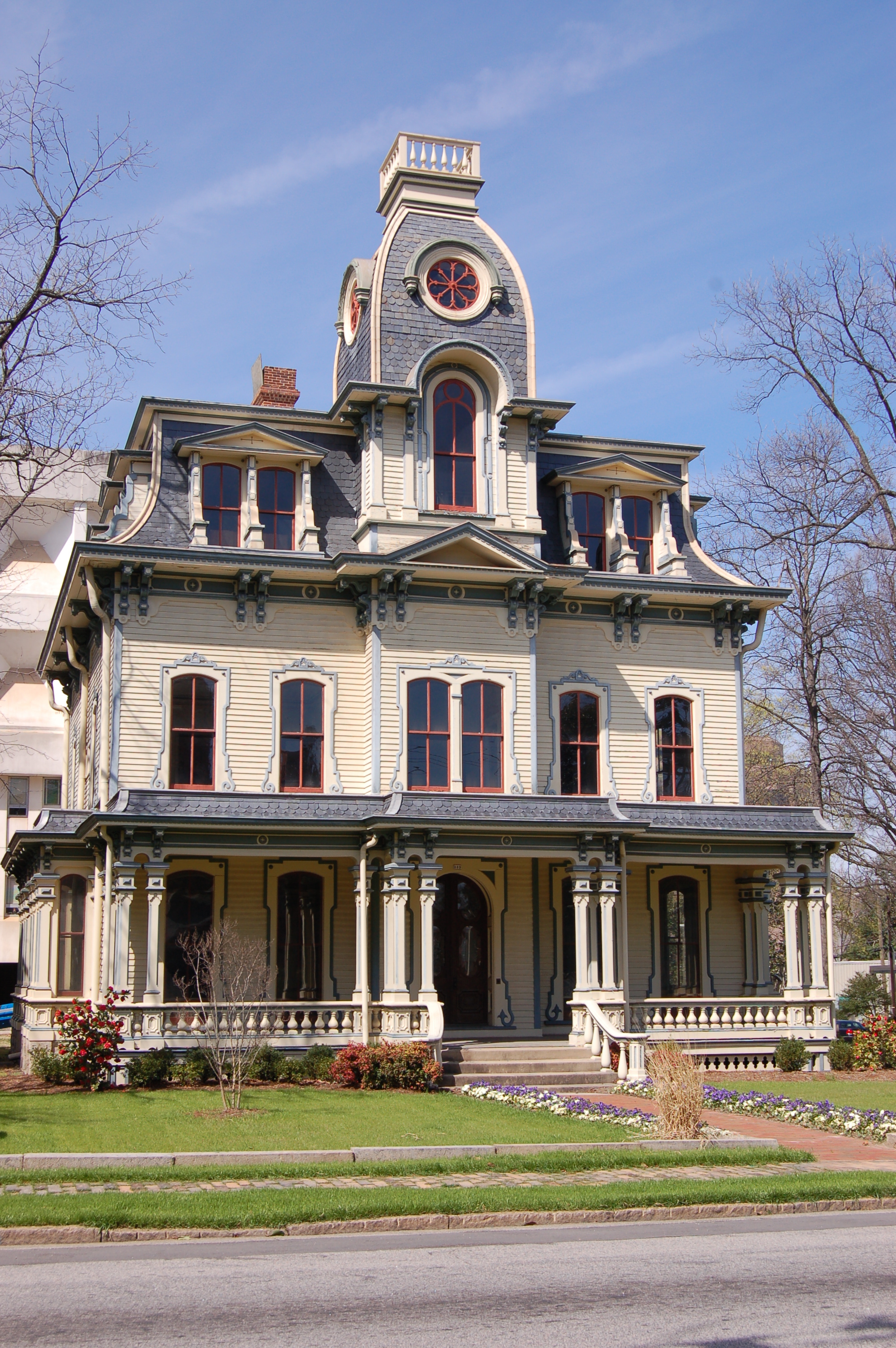
ヘック・アンドリューズ家屋
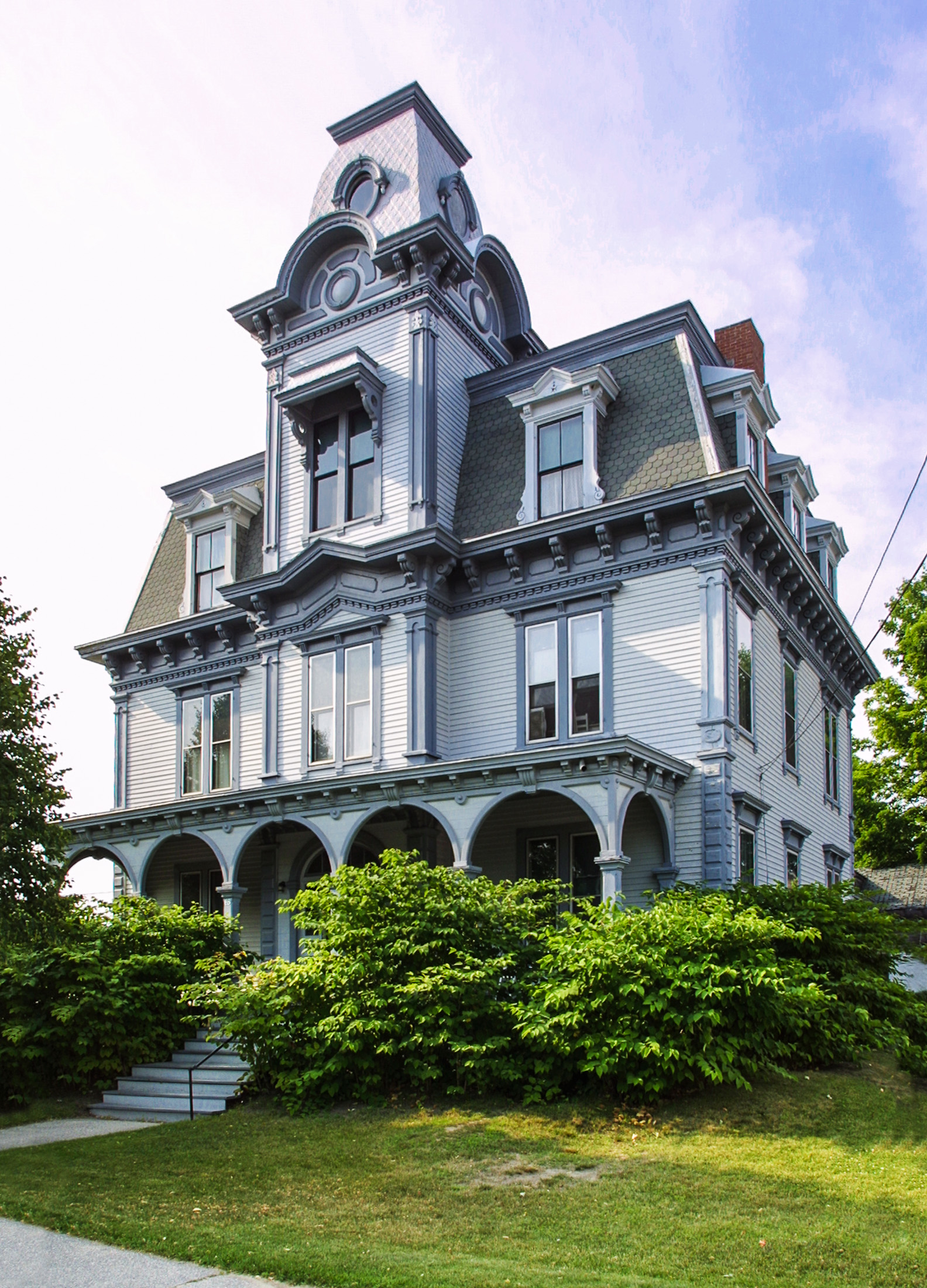
チャールズ・A・ジョーダン家屋、メイン州オーバーン
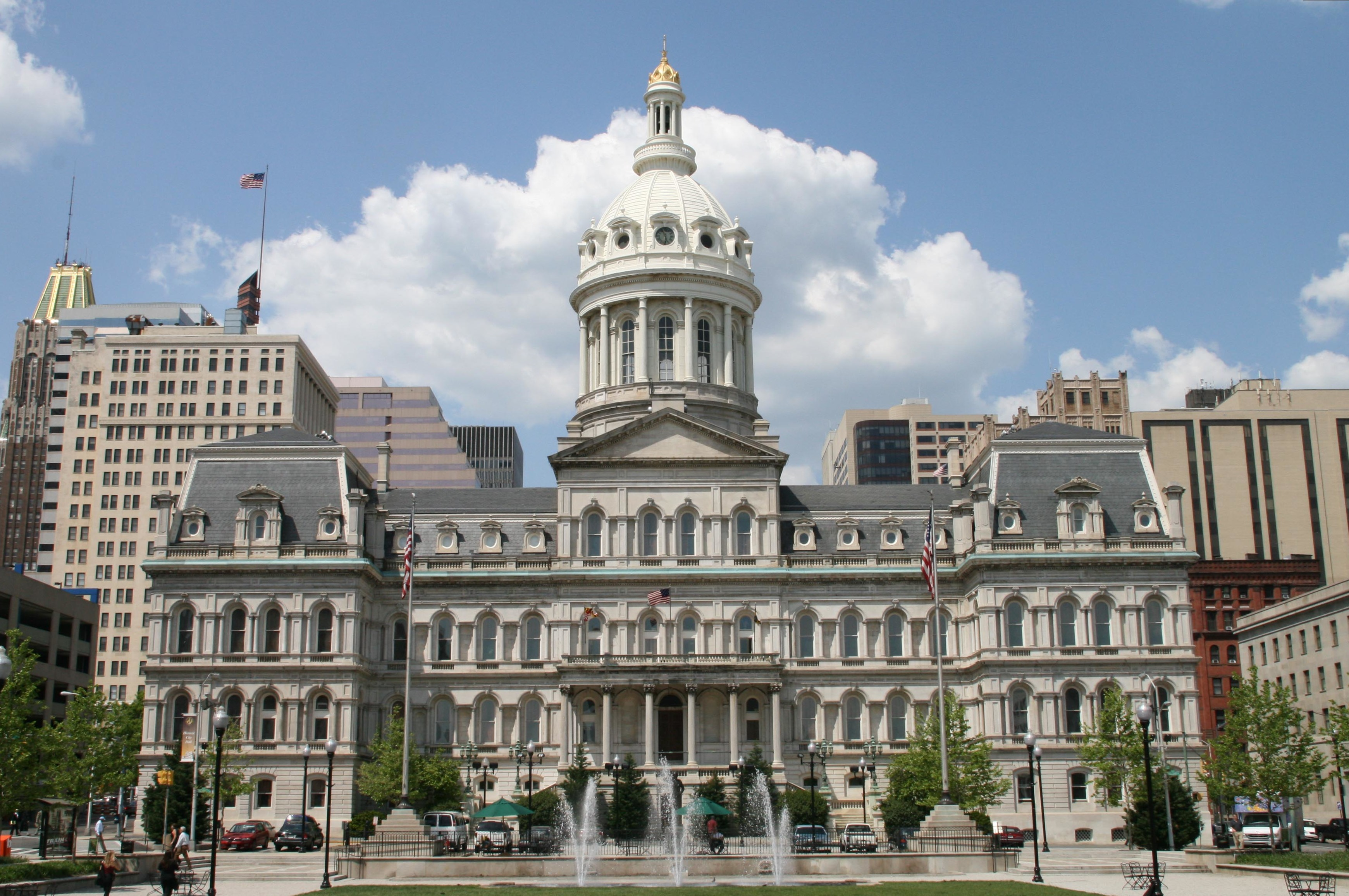
ボルチモア市役所
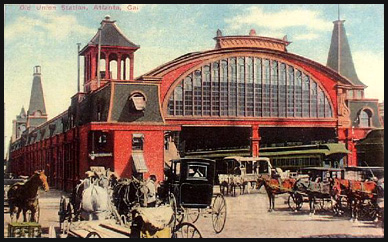
アトランタ・ユニオン駅、1930年解体
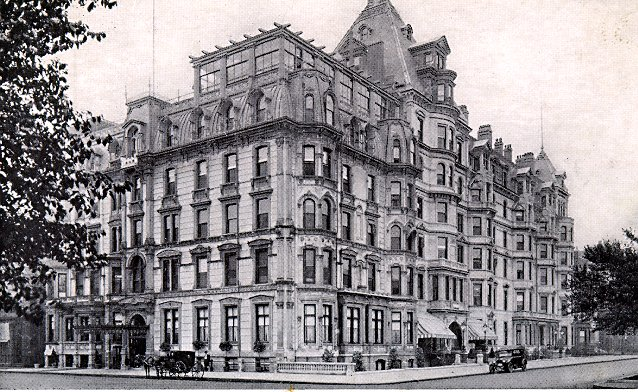
ホテル・バンドーム、ボストン、1972年に焼失
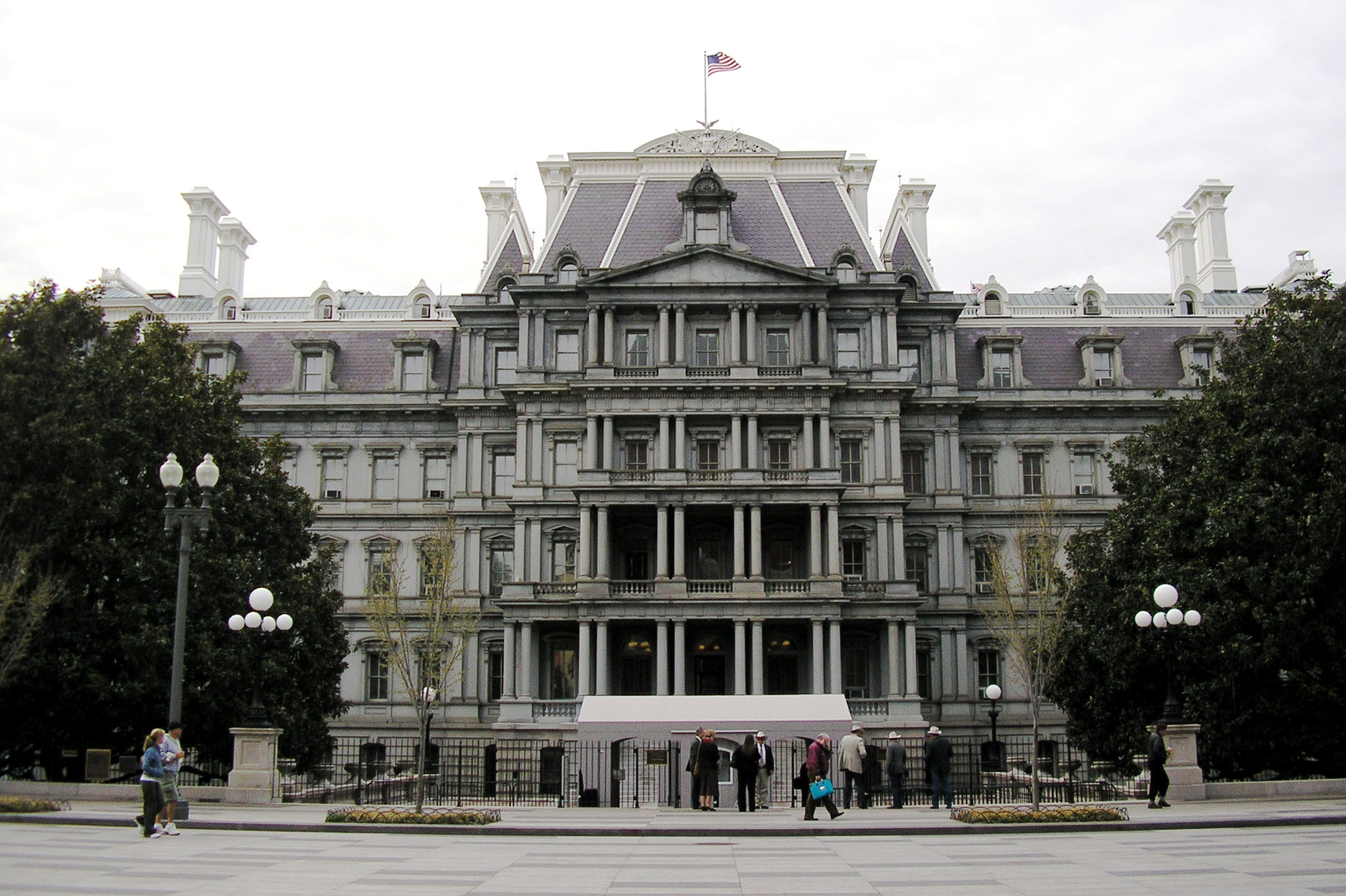
アイゼンハワー行政府ビル
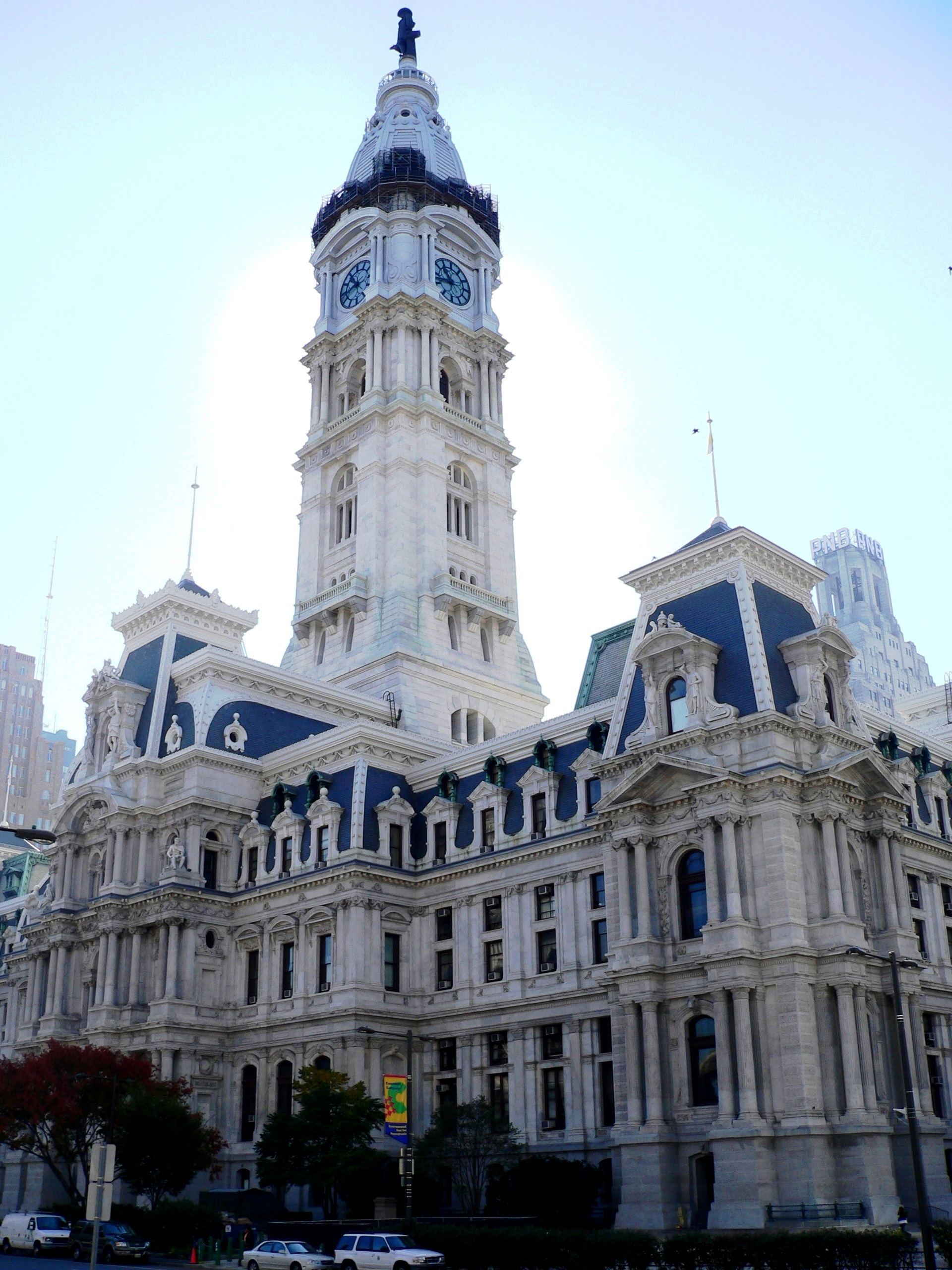
フィラデルフィア市役所
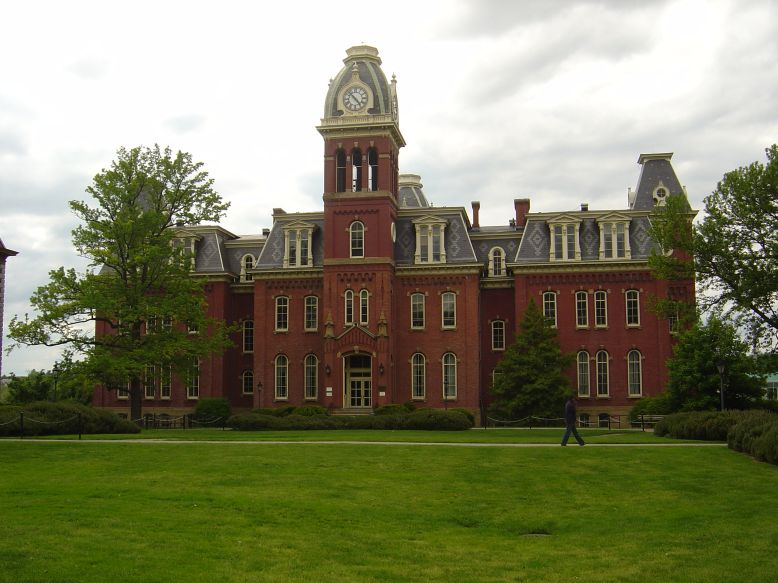
ウッドバーン・ホール
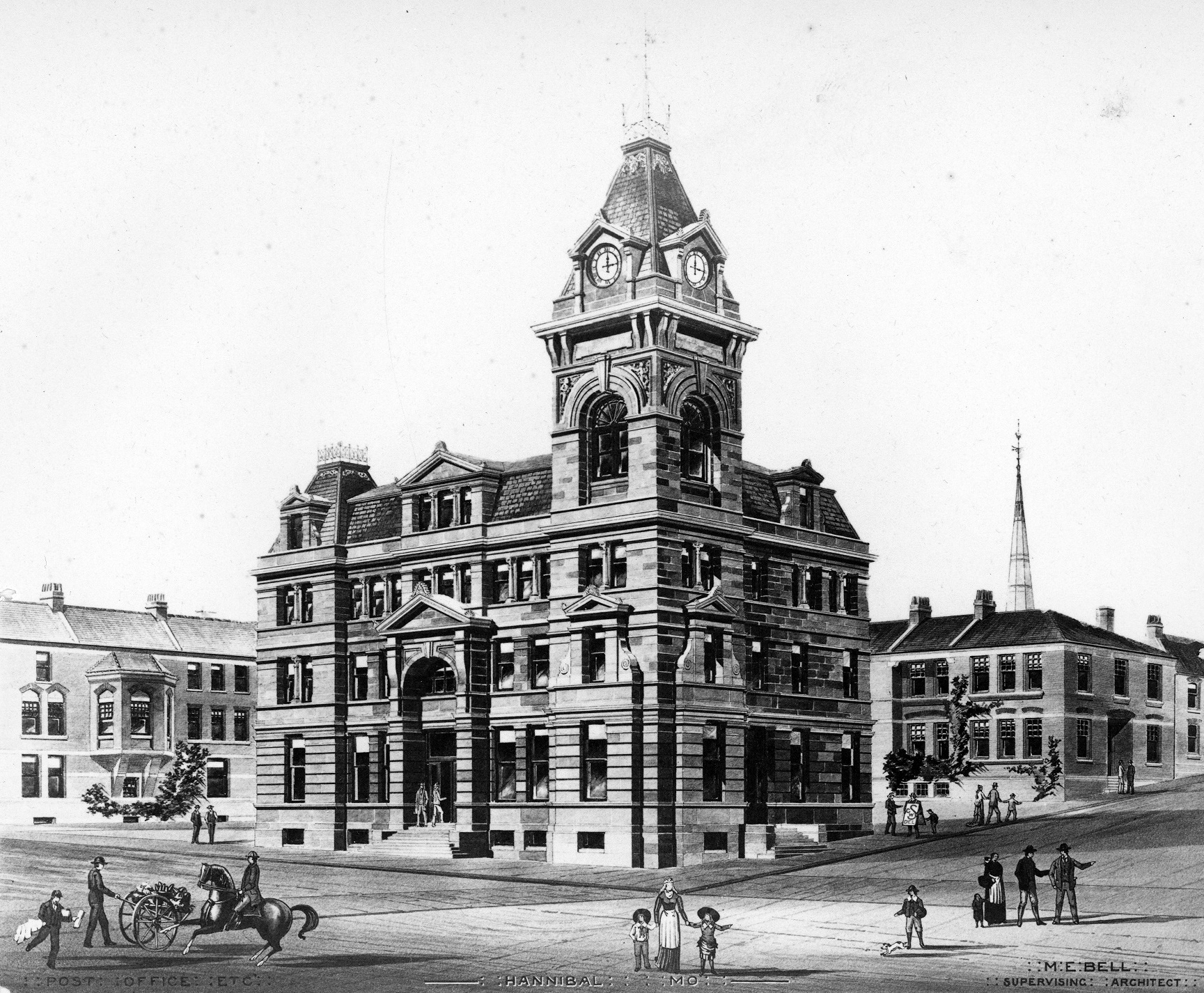
アメリカ合衆国郵便局
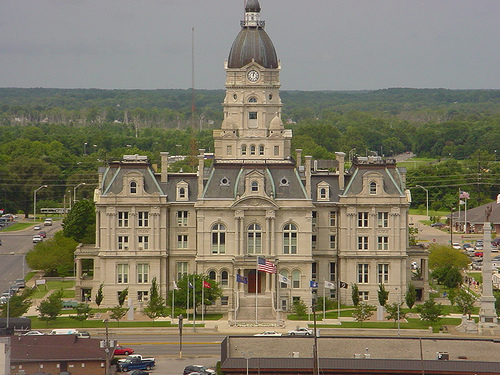
ビーゴ郡庁舎
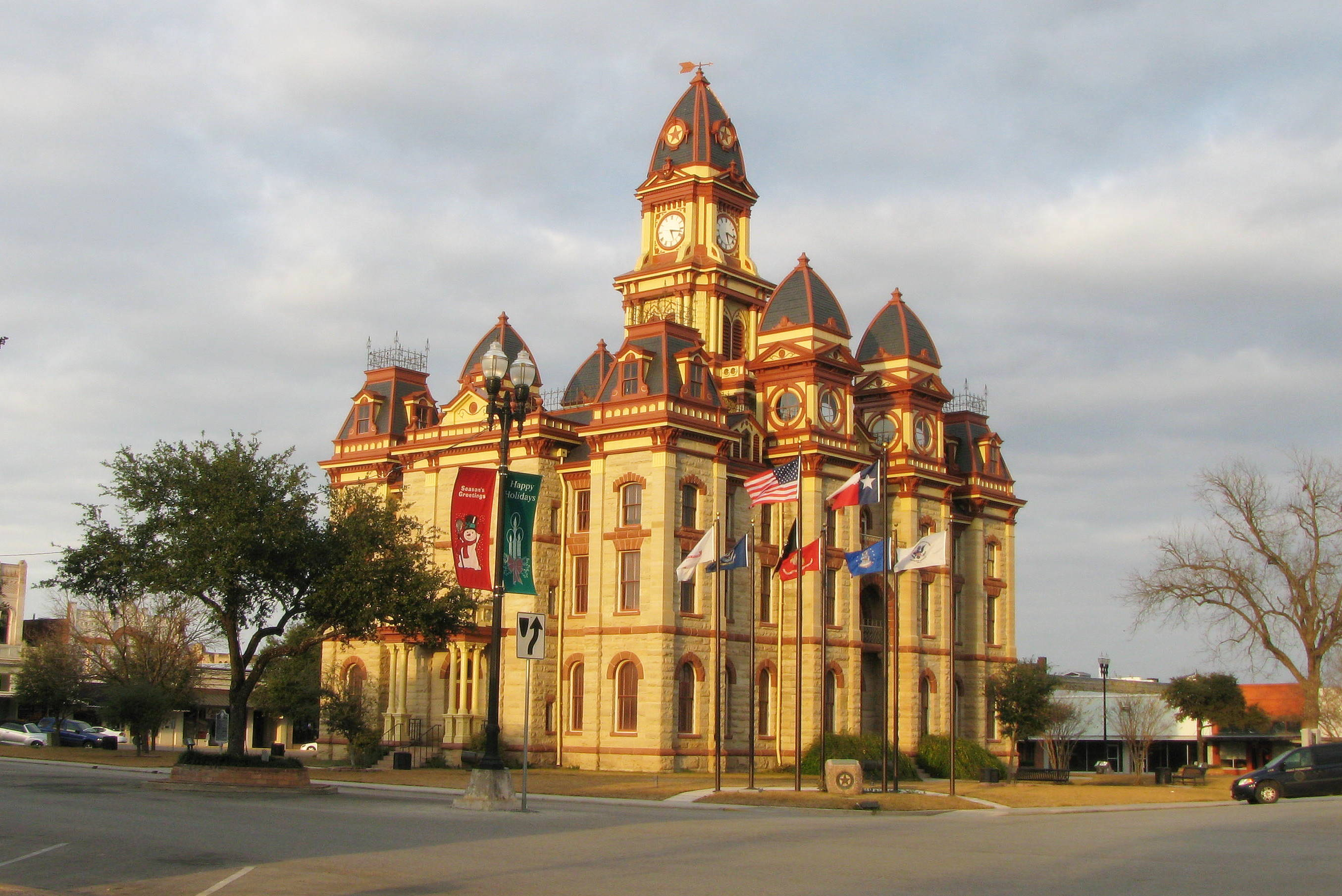
コールドウェル郡庁舎

### イギリス
- ランガム・ホテル（1863年-1865年）、ロンドン、シティ・オブ・ウェストミンスター; 建築家はジャイルズとマレー
- チャンスリー・レーン95（1865年; 元ロンドン・ユニオン銀行）、ロンドン; 建築家はF・W・ポーター
- ベルグラビア国定銀行（1868年）、ロンドン、ビクトリア地区; 建築家はT・チャットフィールド・クラーク
- グレート・ノースウェスタン・ホテル（1871年）、リバプール; 建築家はアルフレッド・ウォーターハウス
- クライテリオン劇場（1874年）、ロンドン、ピカデリーサーカス; 建築家はトマス・ベリティ
- 西部ポンプ場（1875年）、ロンドン、チェルシー
- 旧ビリングスゲイト市場（1875年）、ロンドン; 建築家はホレス・ジョーンズ
- ケンブリッジ・ゲイト（1876-1880年）、ロンドン、リージェンツ・パーク; 建築家はアーチャーとグリーン
- ガーデン・ハウス（1879年）、ロンドン、チェルシー; 建築家はJ・T・スミス
- ホランド道路75（1893年）、ブライトン・アンド・ホヴ; 建築家はトマス・レインソン

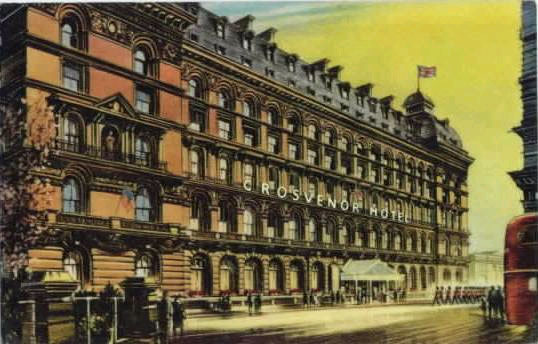
グロスブナー・ホテル（1860年-1862年）、ロンドン、ビクトリア
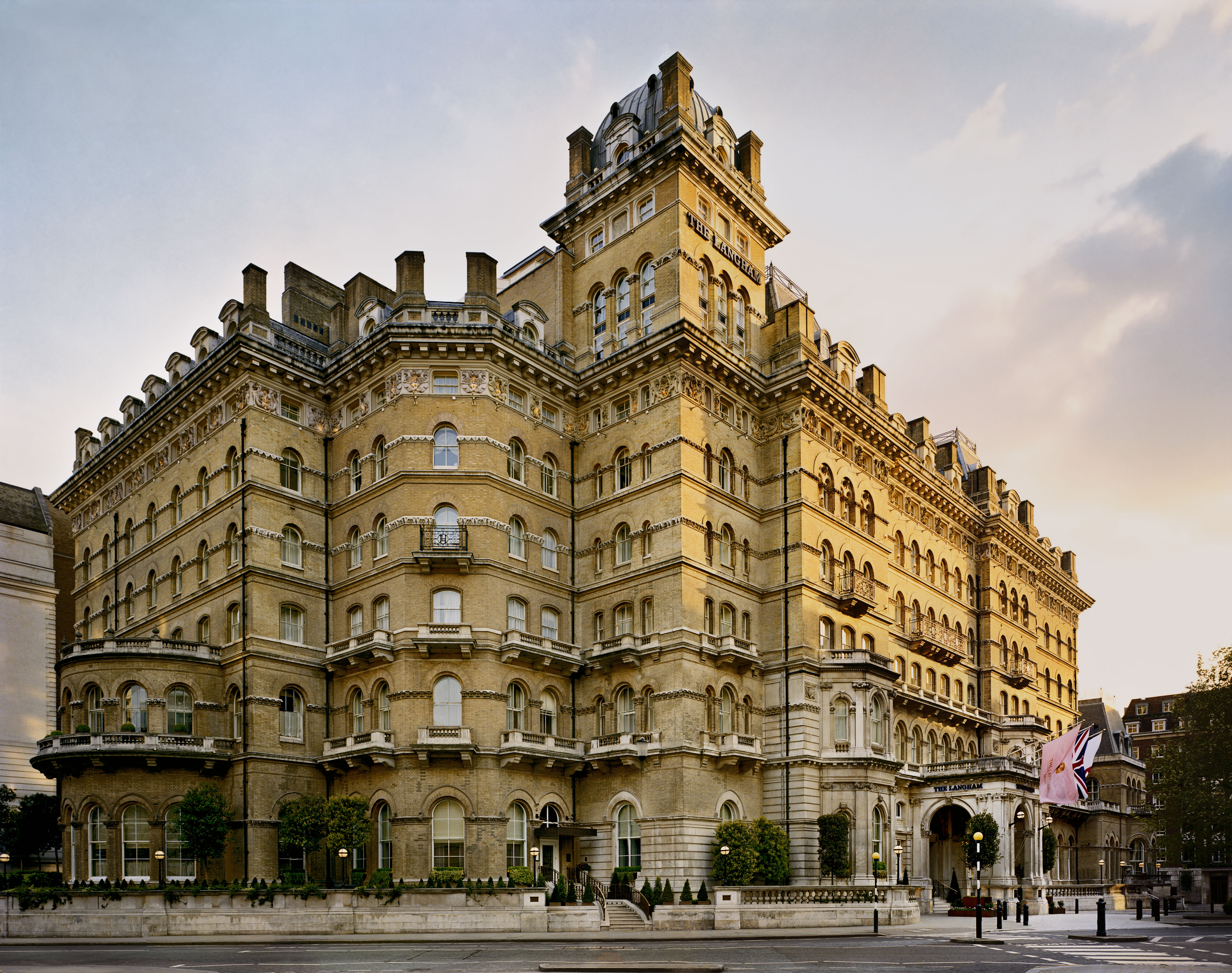
ランガム・ホテル
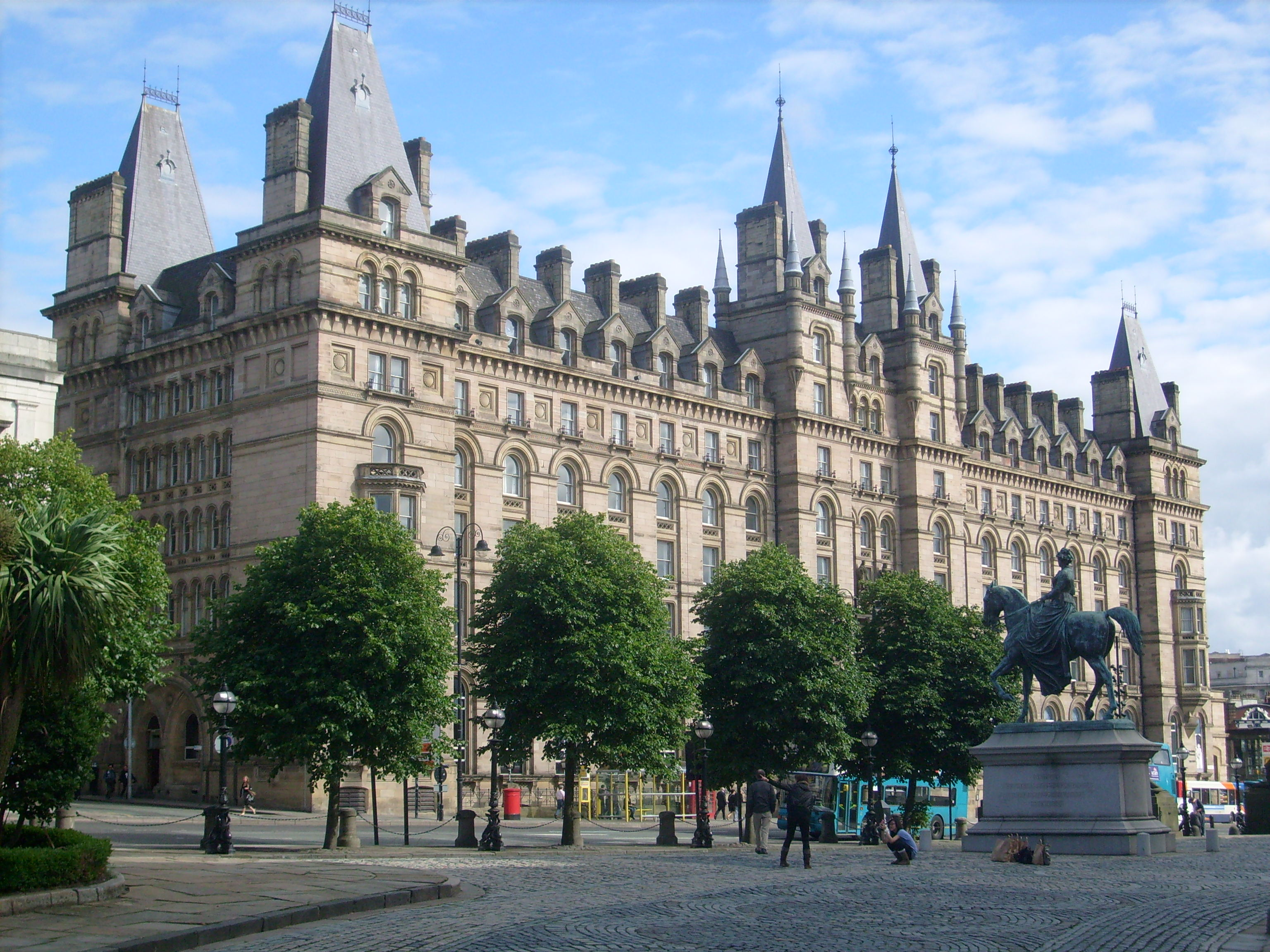
グレート・ノースウェスタン・ホテル
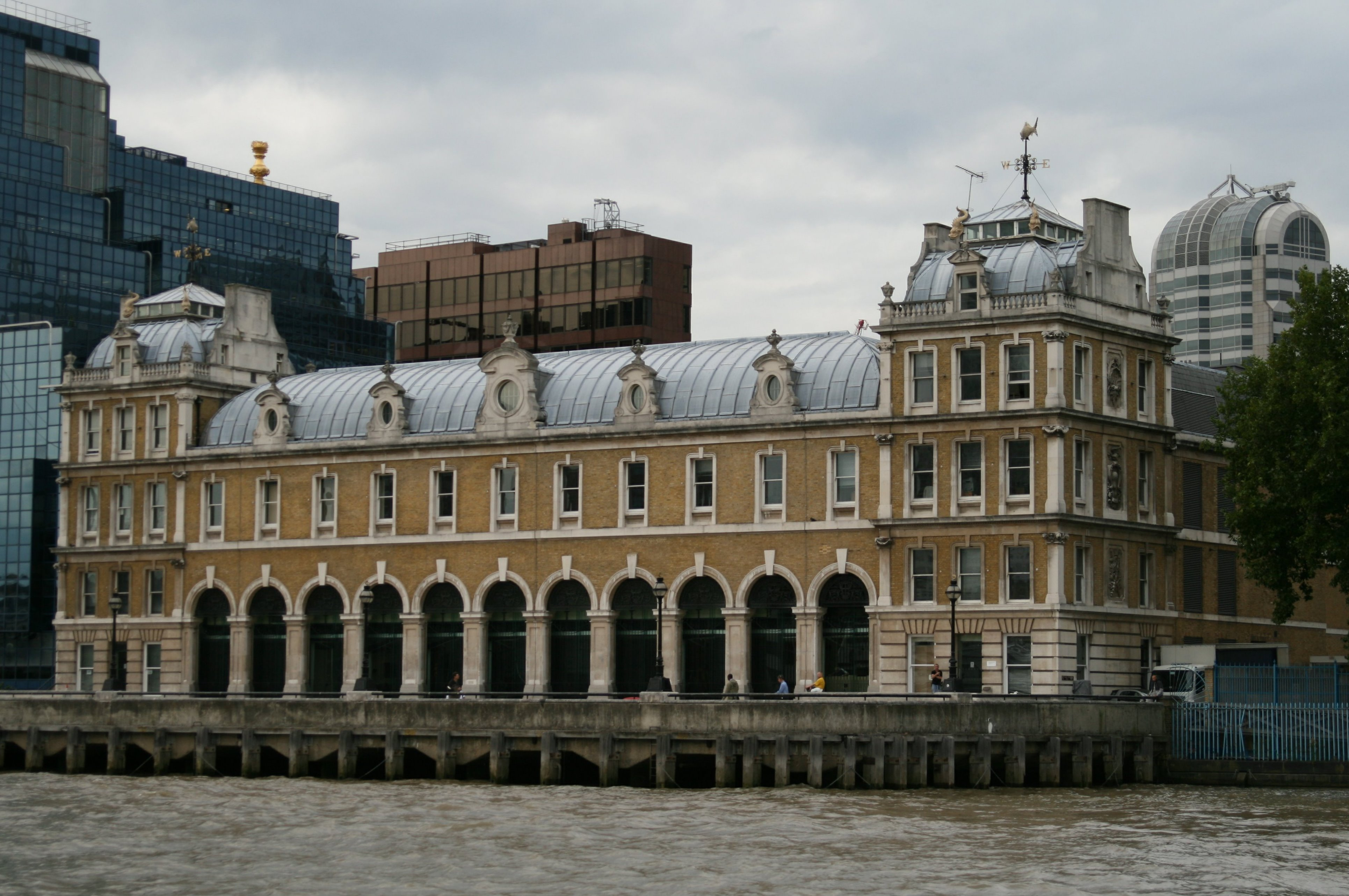
旧ビリングスゲイト市場

### カナダ
カナダでは、1870年代と1880年代に新しい公共建築物にカナダ政府が第二帝政期様式を選ぶことになり、各州が続いた。
- モントリオール市役所（1872年-1878年）、ケベック州モントリオール; 建築家はペロールトとハッチソン
- 総合郵便局（1873年、1958年解体）、オンタリオ州トロント; 建築家はヘンリー・ラングレー[4]
- ウィンザー・ホテル（1875年-1878年）、ケベック州モントリオール
- セントジョン・シティマーケット（1876年）、ニューブランズウィック州セントジョン; 建築家はマッキーンとフェアウェザー[5]
- ケベック州議会議事堂（1877-1886年）、ケベック州ケベック・シティ; 建築家はユージェーヌ・エティエンヌ・タシェ
- マッケンジー・ビル（1878年）、オンタリオ州キングストン、カナダ王立士官学校; 建築家はロバート・ゲイジ
- ニューブランズウィック州議事堂（1882年）、ニューブランズウィック州フレデリクトン; 建築家はJ・C・ダマレスク
- マニトバ州副知事公舎（1883年）、マニトバ州ウィニペグ
- ランジュバン・ブロック（1884年-1889年）、オンタリオ州オタワ; 建築家はトマス・フラー

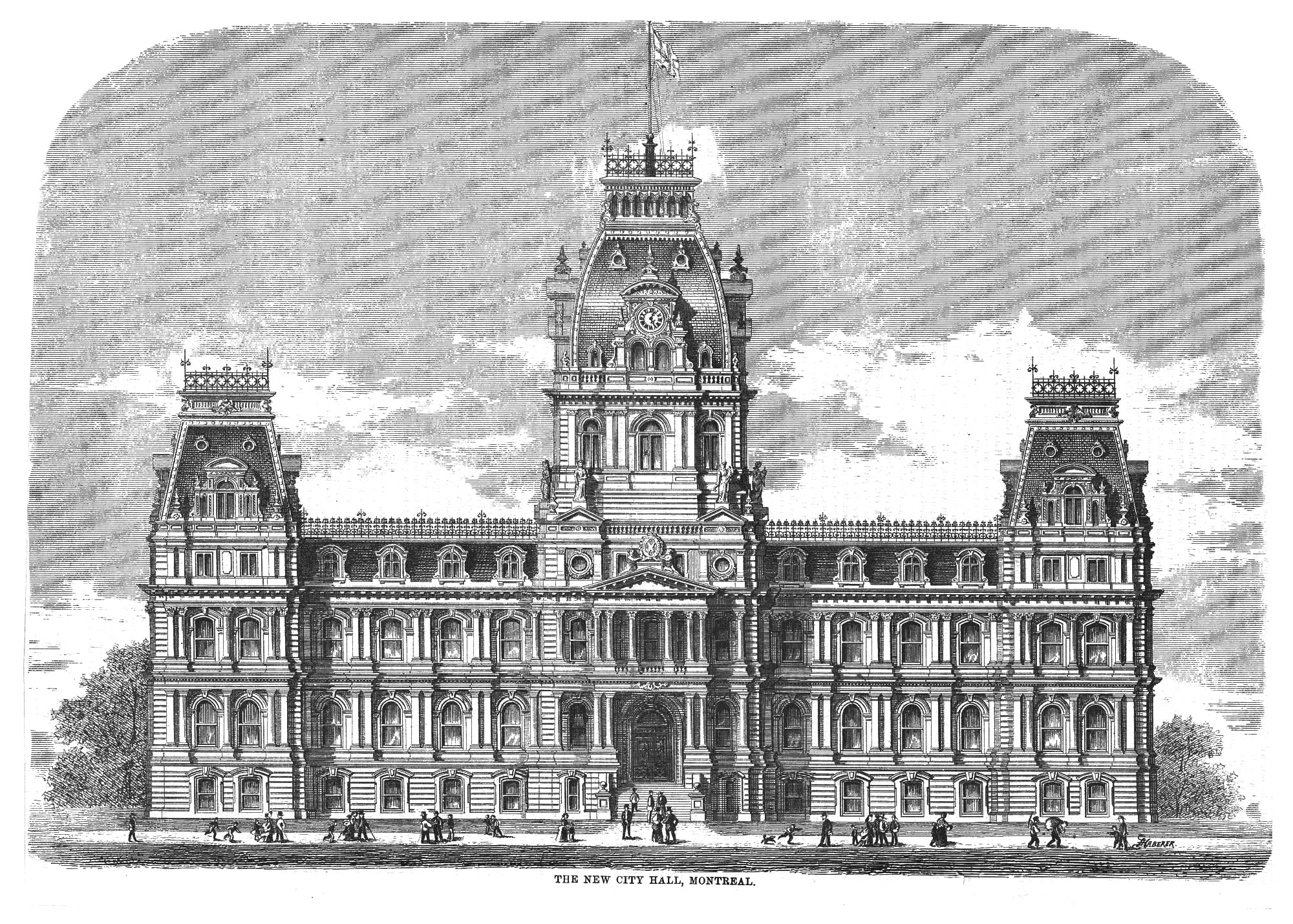
モントリオール市役所、1922年に焼失し、ボザール様式で再建
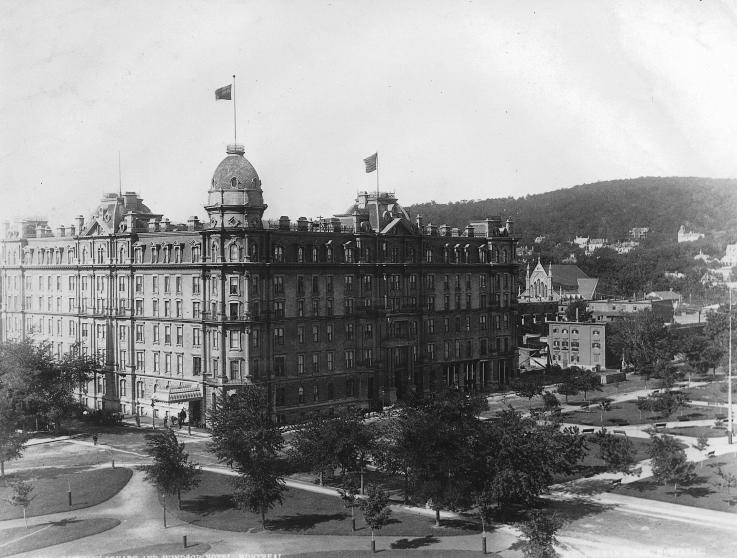
ウィンザー・ホテル
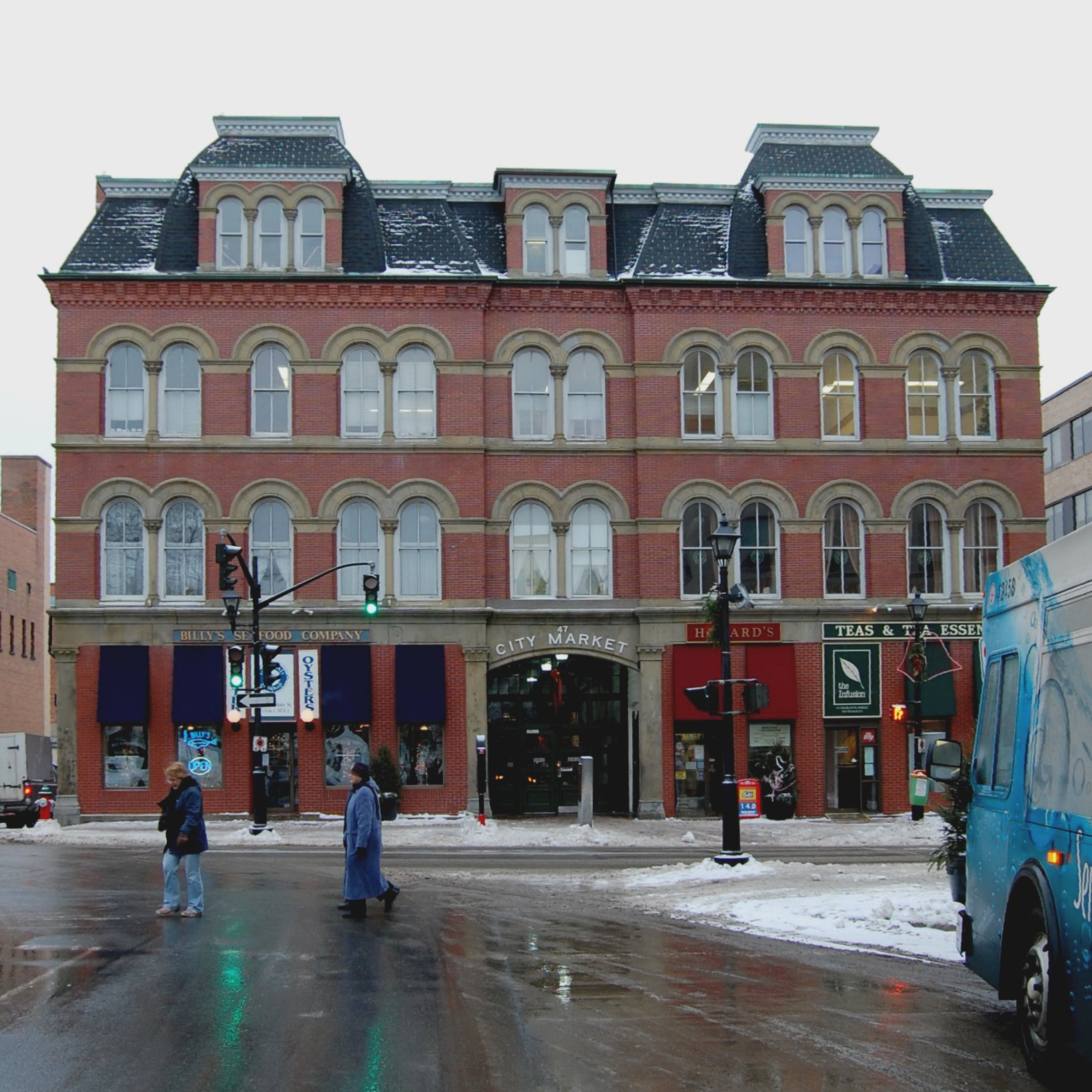
セントジョン・シティマーケット
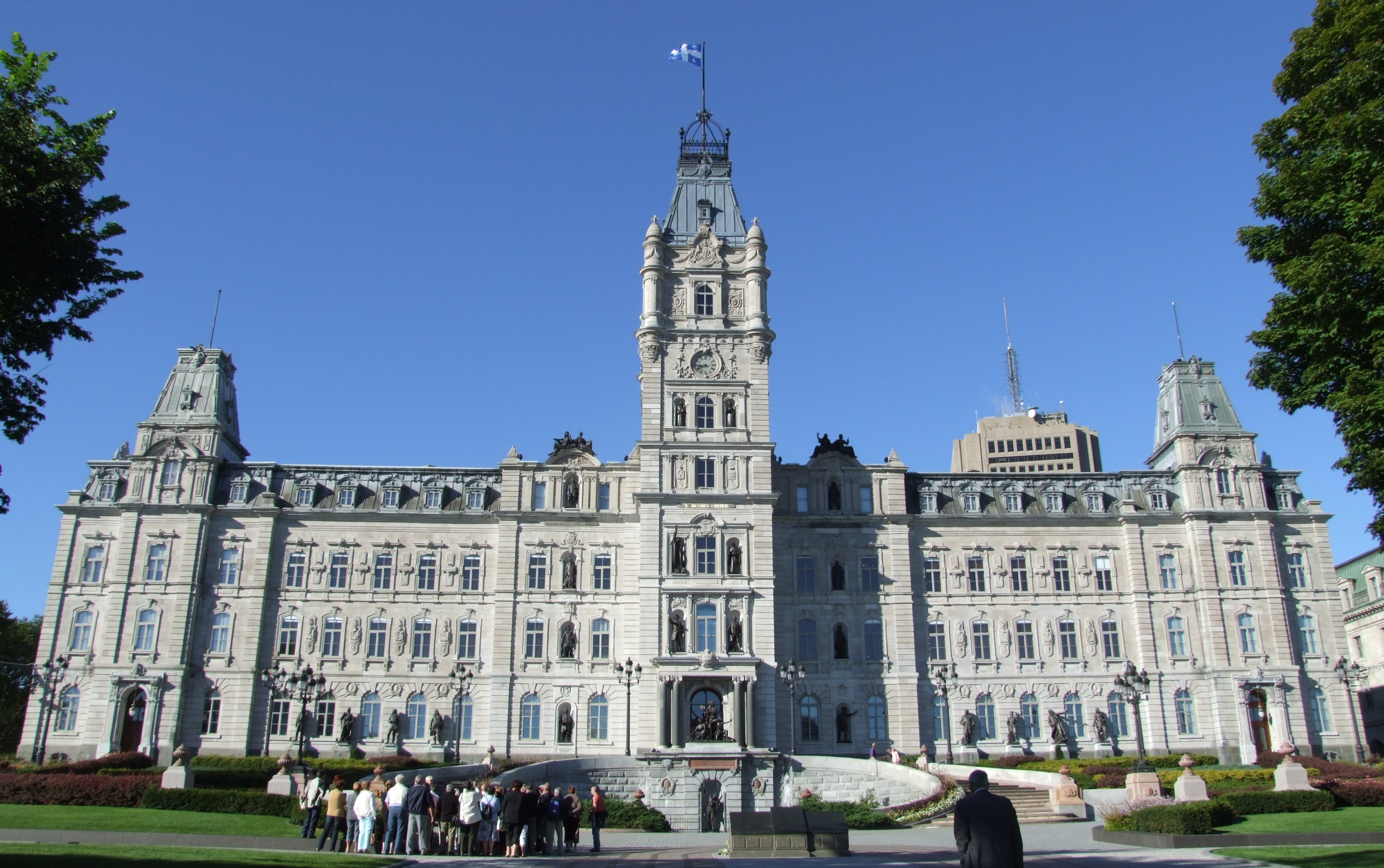
議会議事堂
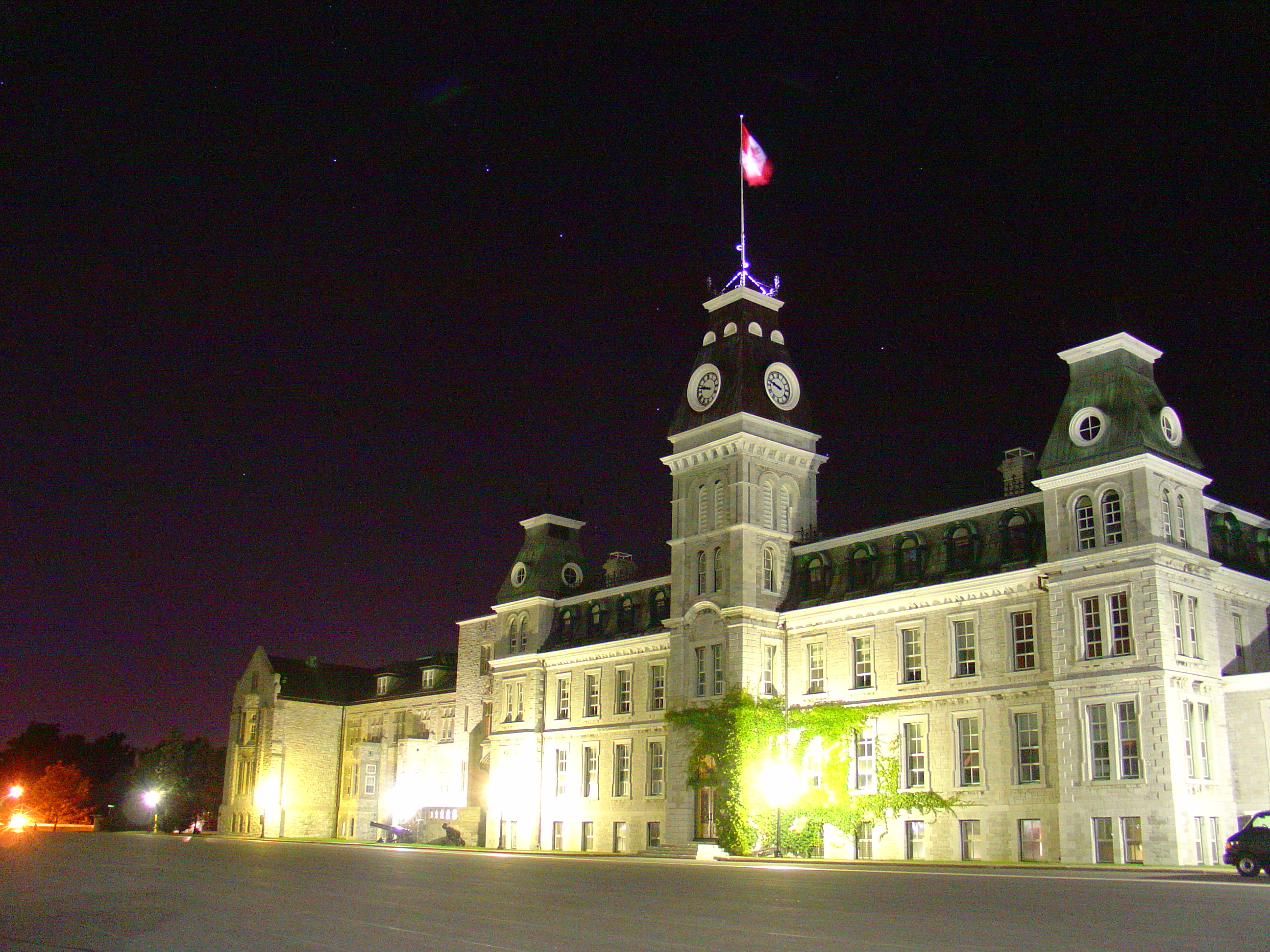
マッケンジー・ビル、カナダ王立士官学校
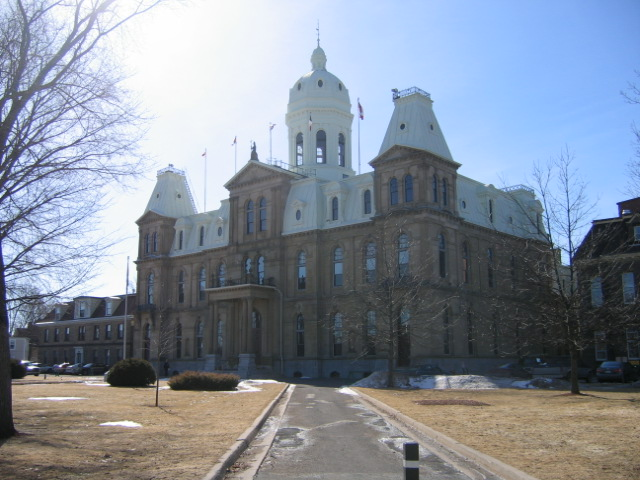
ニューブランズウィック州議事堂
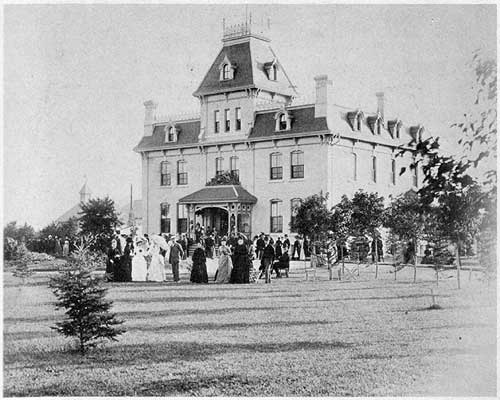
マニトバ州副知事公舎
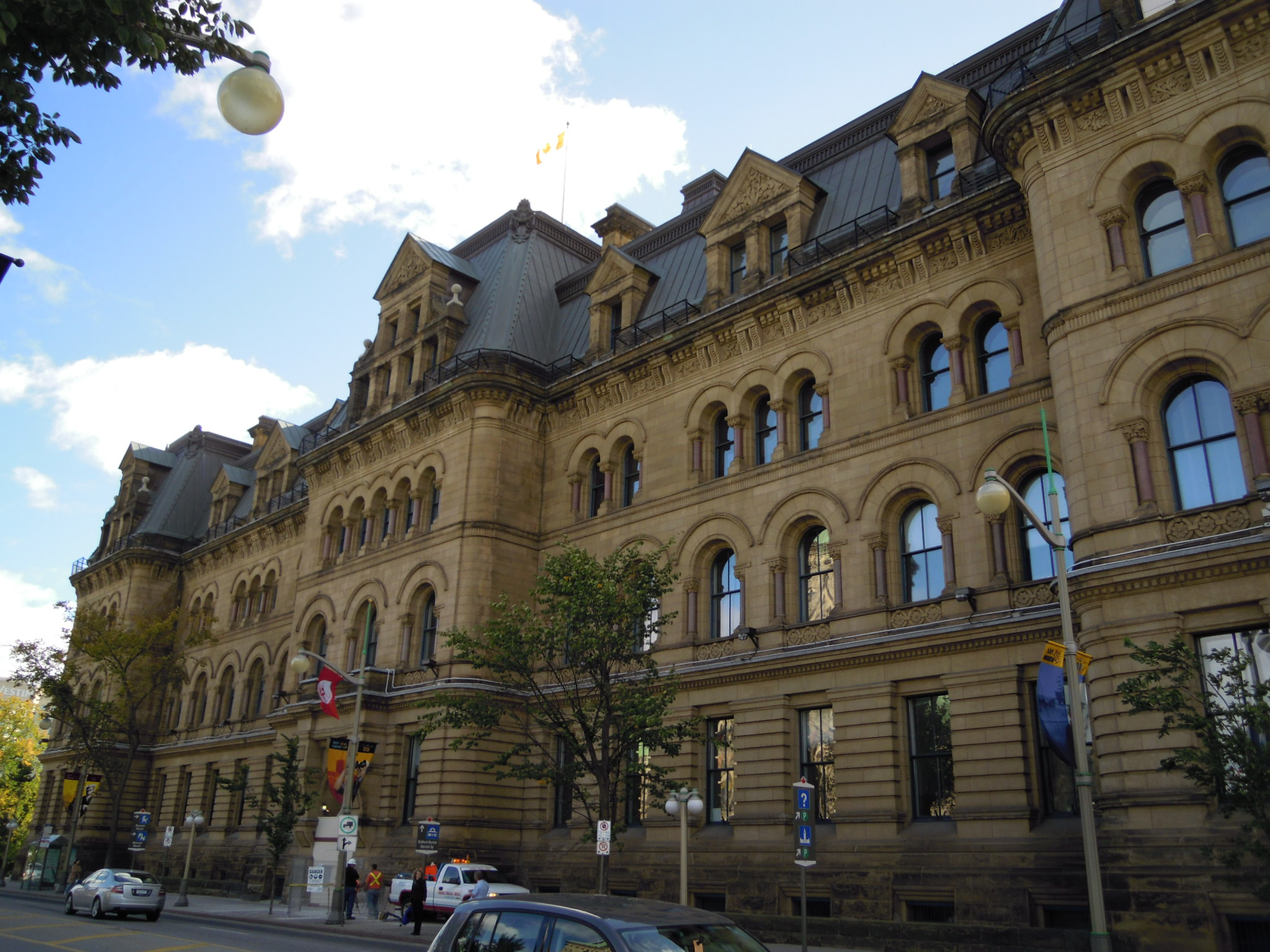
ランジュバン・ブロック

### オーストラリア
オーストラリアの特にメルボルンでは、1880年代の好景気時代に第二帝政期様式建築が人気となった。今日でもメルボルン市役所など多くの大きなビルが残っている。
- ベンディゴ市役所（1859年）、ビクトリア州ベンディゴ
- メルボルン総合郵便局（1859年-1887年）、ビクトリア州メルボルン; 建築家はA・E・ジョンソン
- キュー精神病院、ウィルスミアとも呼ばれる（1864年-1871年）、ビクトリア州キュー
- クイーンズランド議事堂（1865年-1868年）クイーンズランド州ブリスベン; 建築家はチャールズ・ティフィン
- シドニー市役所（1868年-1889年）、ニューサウスウェールズ州シドニー; 建築家はJ・H・ウィルソン
- サウスメルボルン市役所（1879年-1880年）、ビクトリア州、メルボルン; 建築家はチャールズ・ウェッブ
- 王立展示館（1880年）、ビクトリア州、メルボルン; 建築家はジョセフ・リード
- バサースト病院（1880年）、ニューサウスウェールズ州バサースト; 建築家はウィリアム・ボールズ
- ベンディゴ郵便局（1883年-1887年）、ビクトリア州ベンディゴ; 建築家はジョージ・W・ワトソン
- ベンディゴ裁判所（1892年-1896年）、ビクトリア州ベンディゴ
- ホテル・ウィンザー（1884年）、ビクトリア州、メルボルン; 建築家はチャールズ・ウェッブ
- コリングウッド市役所（1885年-1890年）、ビクトリア州、メルボルン; 建築家はジョージ・レイモンド・ジョンソン
- プリンセス劇場（1886年）、ビクトリア州、メルボルン; 建築家はウィリアム・ピット
- チーフ・セクレタリーズ・ビル（1890年-1895年）、ニューサウスウェールズ州シドニー; 第二帝政期様式で増築、建築家はウォルター・L・バーノン
- シャムロック・ホテル（1897年）、ビクトリア州ベンディゴ; 建築家はフィリップ・ケネディ
- 元記録所（1900年-1904年）、ビクトリア州、メルボルン; 建築家はS・E・ブリンドリー

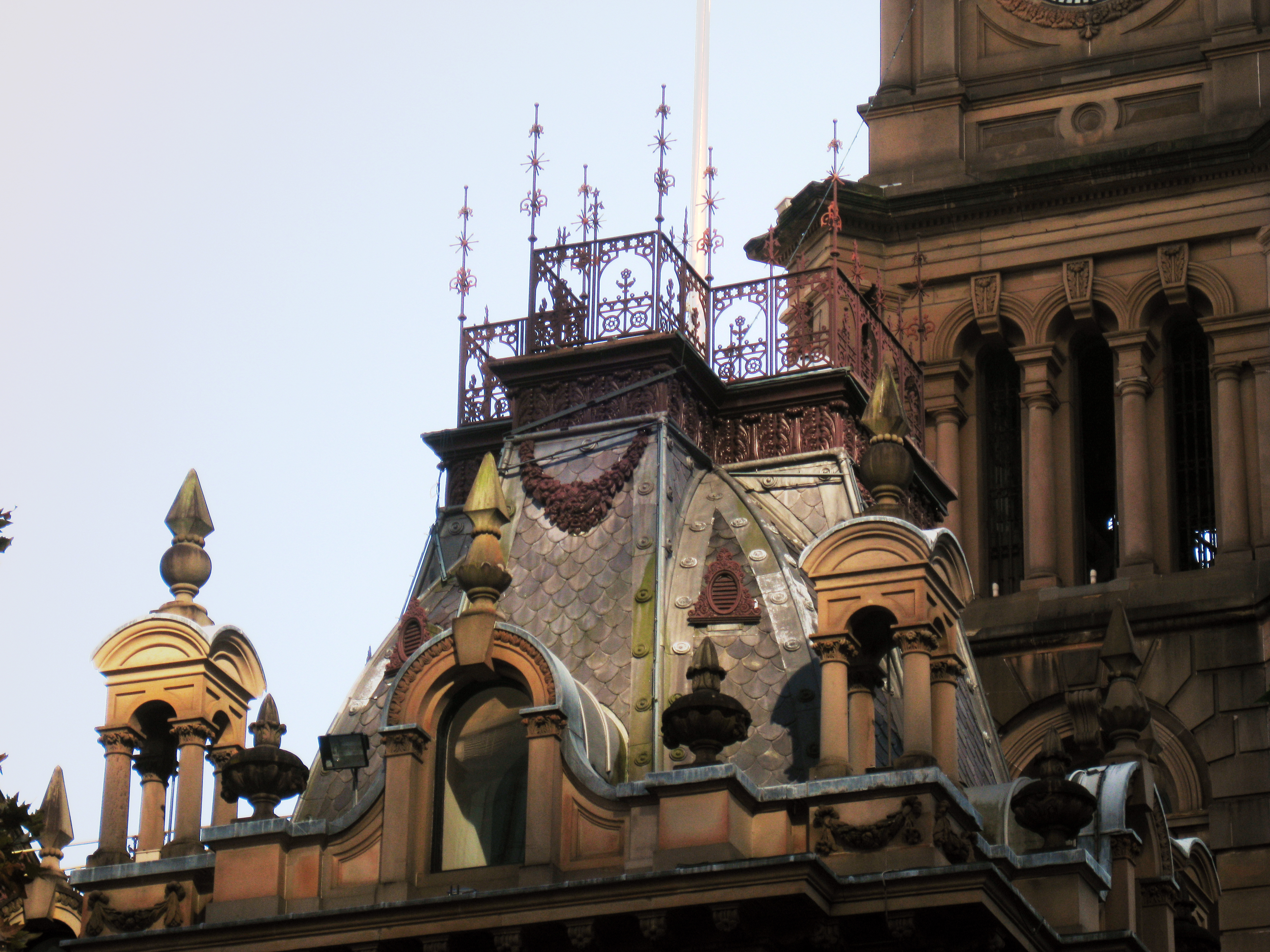
シドニー市役所（屋根の部分）
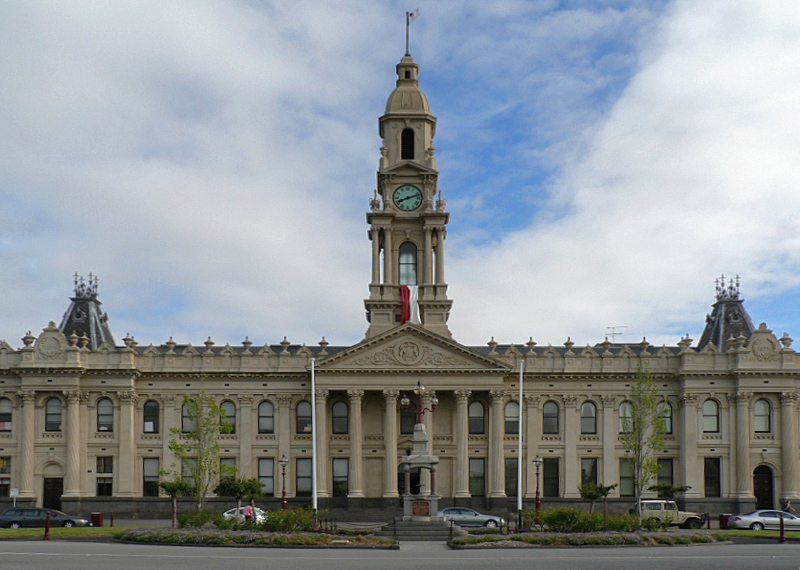
サウスメルボルン市役所
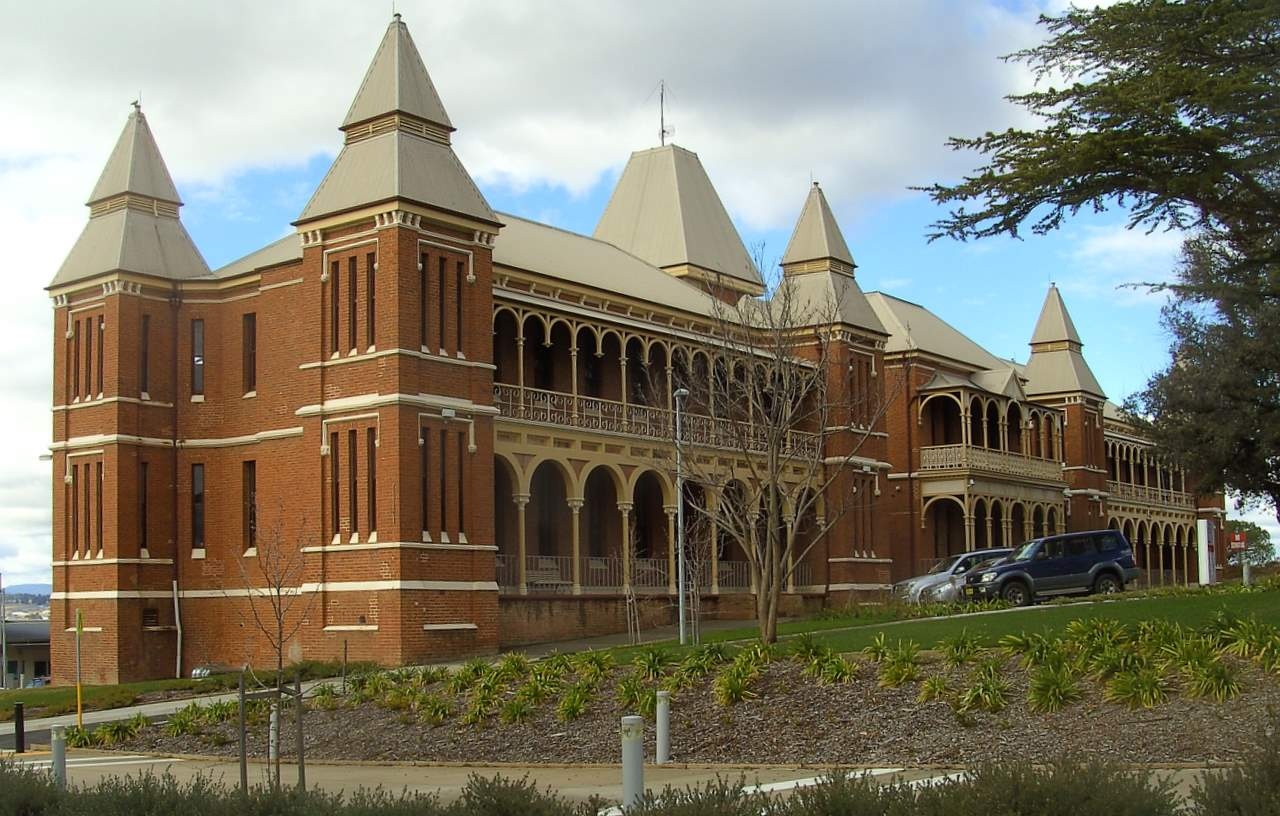
バサースト病院
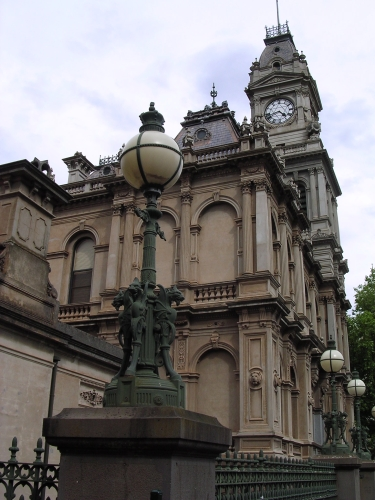
ベンディゴ郵便局
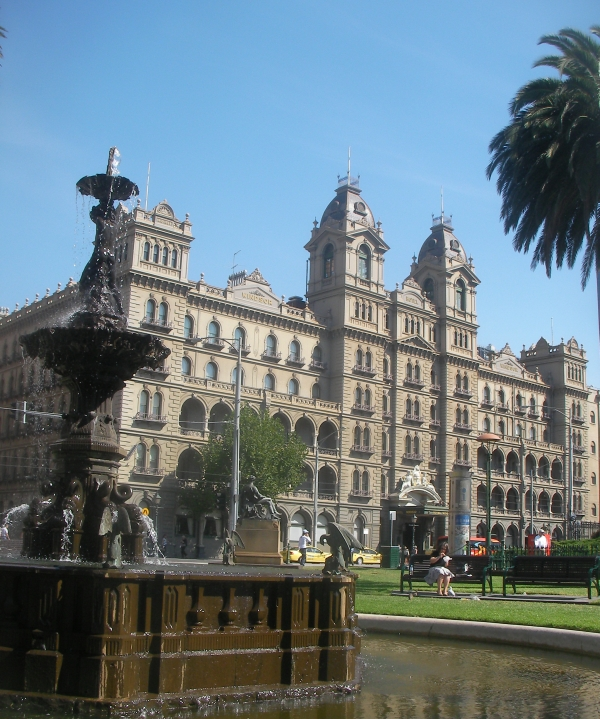
ホテル・ウィンザー
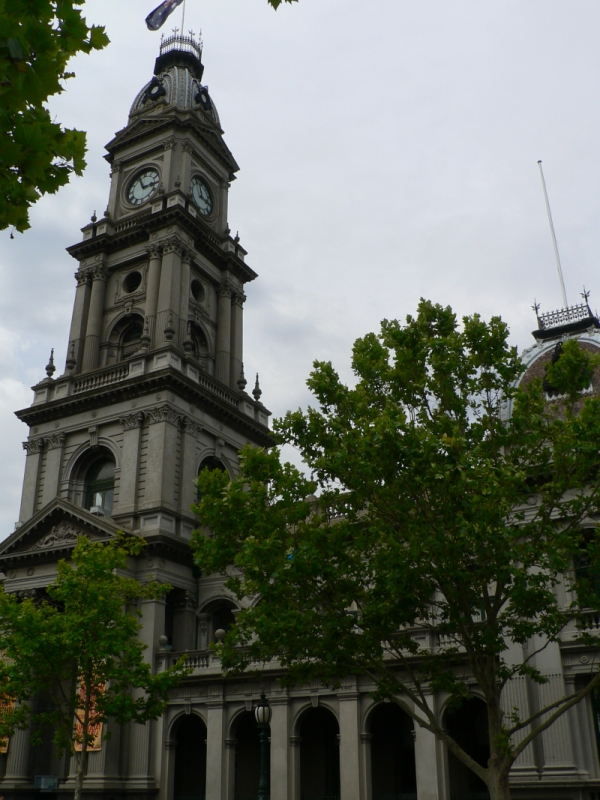
コリングウッド市役所
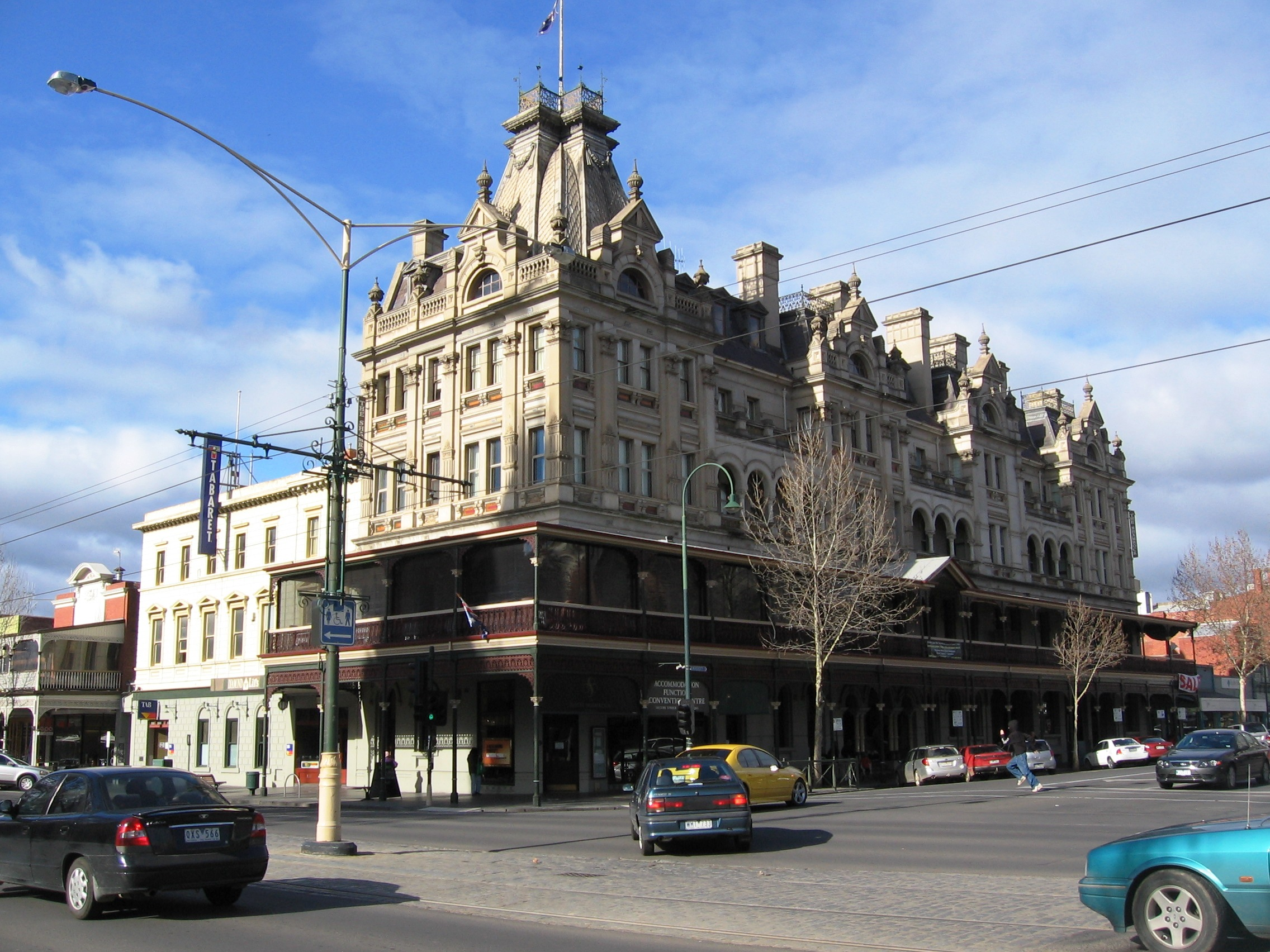
シャムロック・ホテル
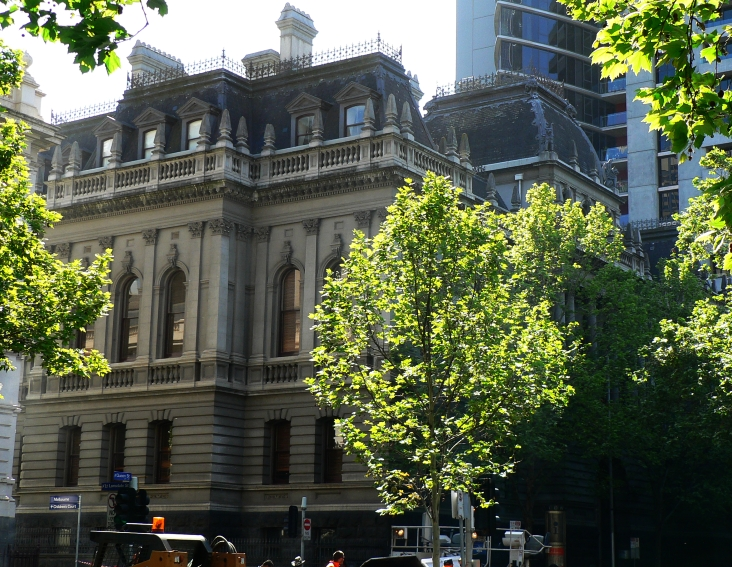
元記録所

### アルゼンチン
- ブエノスアイレス中央郵便局（1909年-1928年）、ブエノスアイレス; 建築家はメイラートとスポルスキー

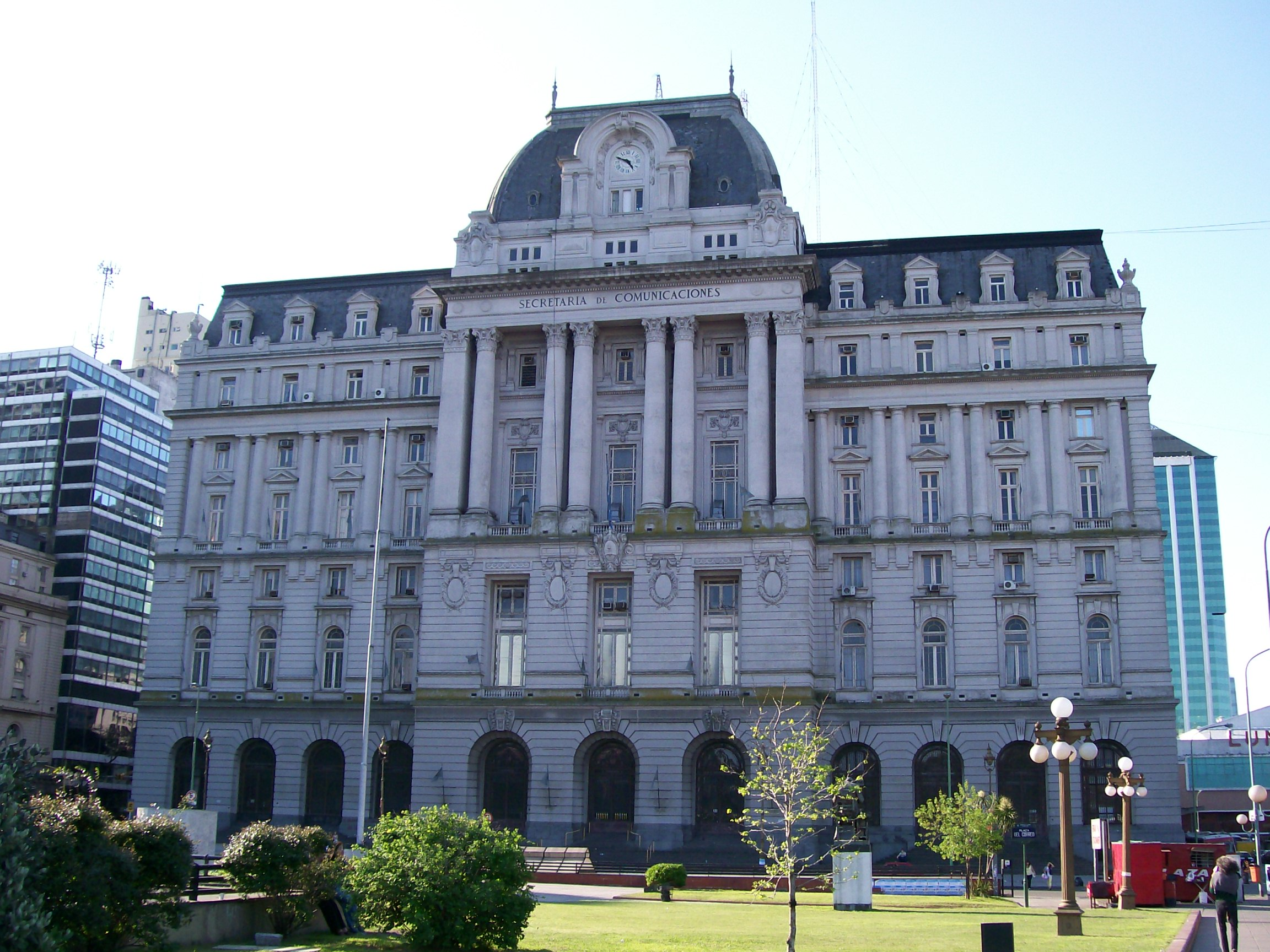
ブエノスアイレス中央郵便局

### ベルギー
- ブリュッセル証券取引所（1868年-1873年）、ブリュッセル; 建築家はレオン・スイス

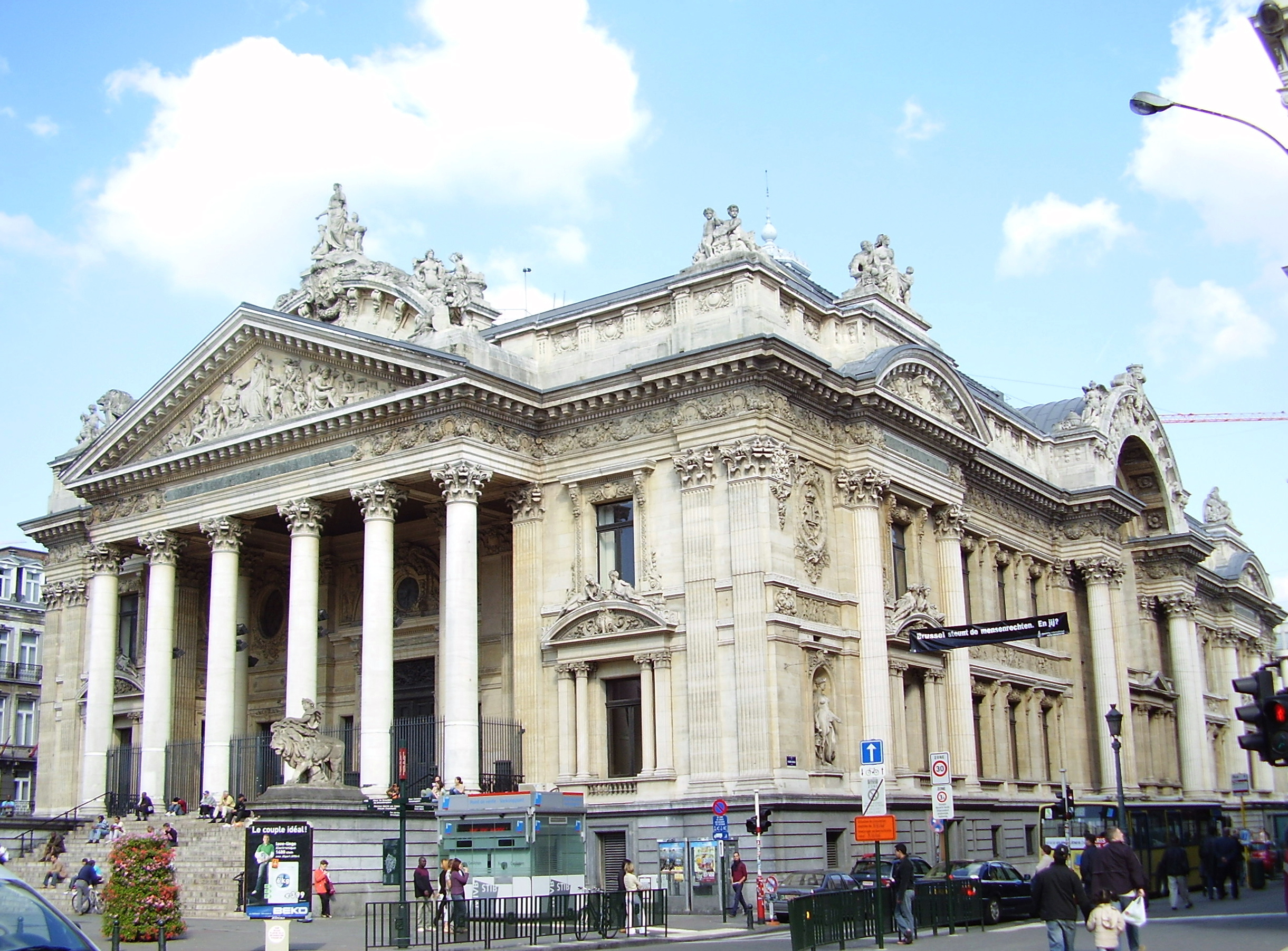
ブリュッセル証券取引所

### トルコ（オスマン帝国）
- ベイレルベイ宮殿（1861年-1865年）、イスタンブール; 建築家はハゴップ・バリアンとサーキス・バリアン

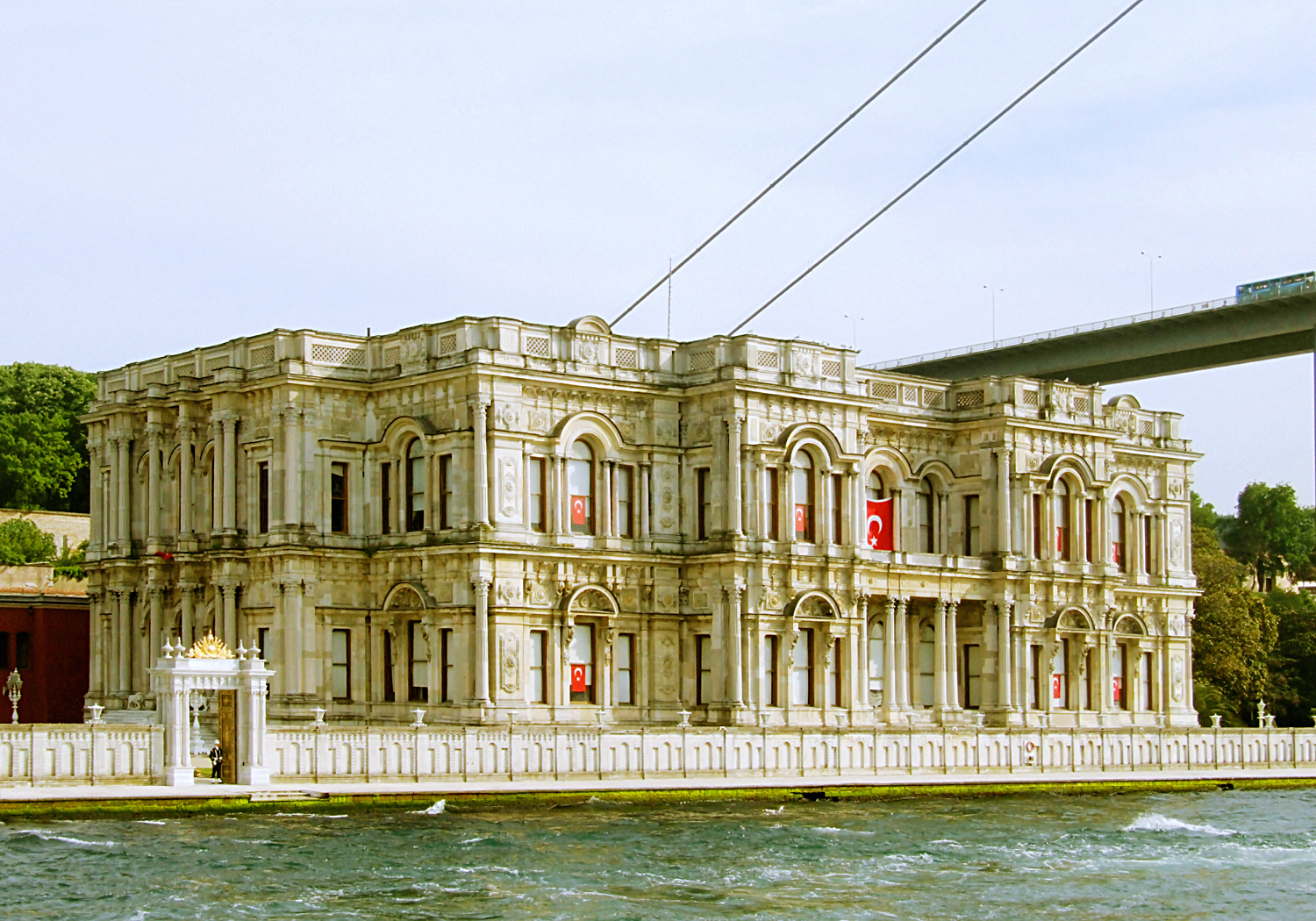
ベイレルベイ宮殿